# Oscar a la millor actriu
L'Oscar a la millor actriu és una de les categories dels Premis Oscar que anualment entrega l'Acadèmia de les Arts i les Ciències Cinematogràfiques a Los Angeles, Califòrnia. El premi reconeix a l'actriu que ha efectuat la millor interpretació principal de tota la indústria cinematogràfica. Les actrius són nominades pels membres de l'Acadèmia que també es dediquen a l'actuació però, les guanyadores surten elegides dels vots de tots els membres de l'Acadèmia. Amb el sistema actual, una actriu és nominada per una representació específica d'una sola pel·lícula i tals nominacions estan limitades a cinc per any.

## Història
En els últims 82 anys, l'Acadèmia ha atorgat un total de 82 premis a la millor actriu principal a 69 actrius diferents. Les guanyadores d'aquesta categoria reben la familiar estatueta daurada Oscar, que representa a un cavaller armat amb una espasa esperant dempeus sobre un rotlle de pel·lícula de cinc radis. Cada radi simbolitza una de les cinc branques originals de l'Acadèmia: actors, guionistes, directors, productors i tècnics. La primera guanyadora va ser Janet Gaynor, l'any 1928, amb les seves interpretacions a 7th Heaven, Street Angel i Sunrise: A Song of Two Humans. L'última guanyadora ha estat Cate Blanchett, l'any 2013, amb la seva participació a Blue Jasmine.

## Guanyadores i nominades

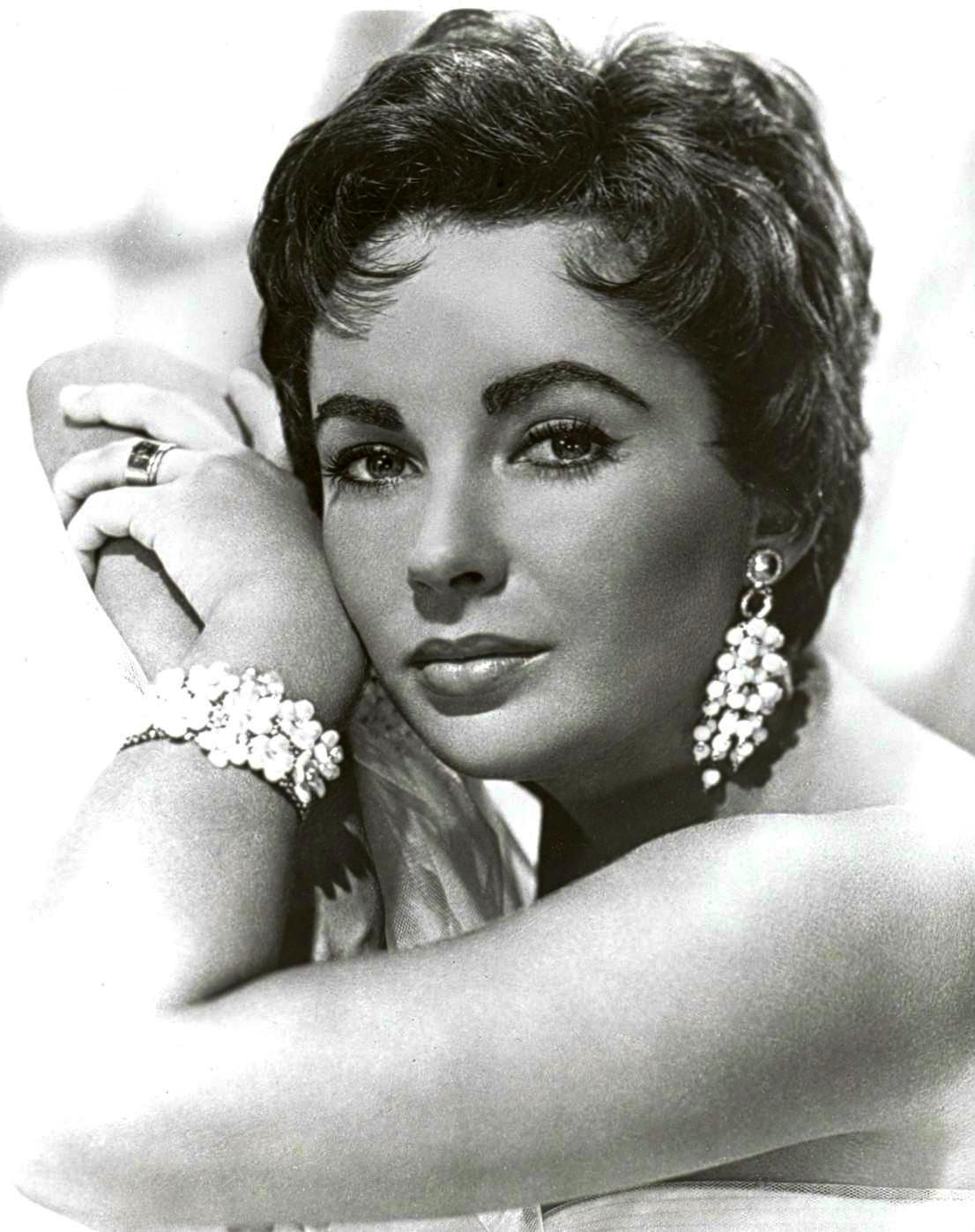
Elizabeth Taylor, amb cinc nominacions, guanyà el premi en dues ocasions: el 1960 pel seu paper a Una dona marcada i el 1966 a Qui té por de Virginia Woolf?.

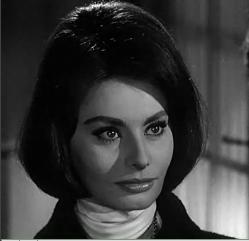
Sophia Loren fou nominada en dues ocasions i guanyà el premi el 1961 per la seva interpretació a La ciociara.

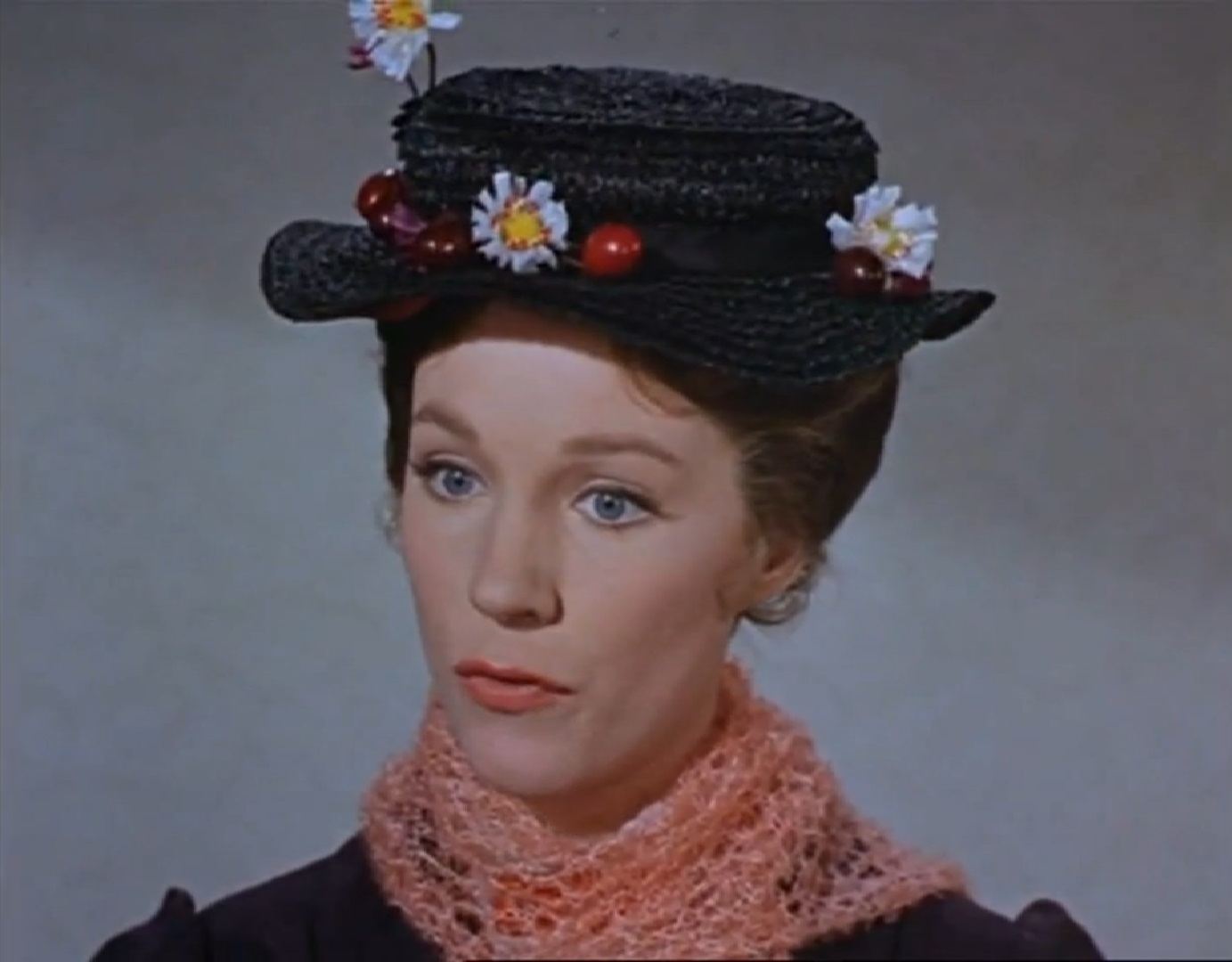
Julie Andrews fou nominada tres vegades i el premi el rebé pel seu paper a Mary Poppins.

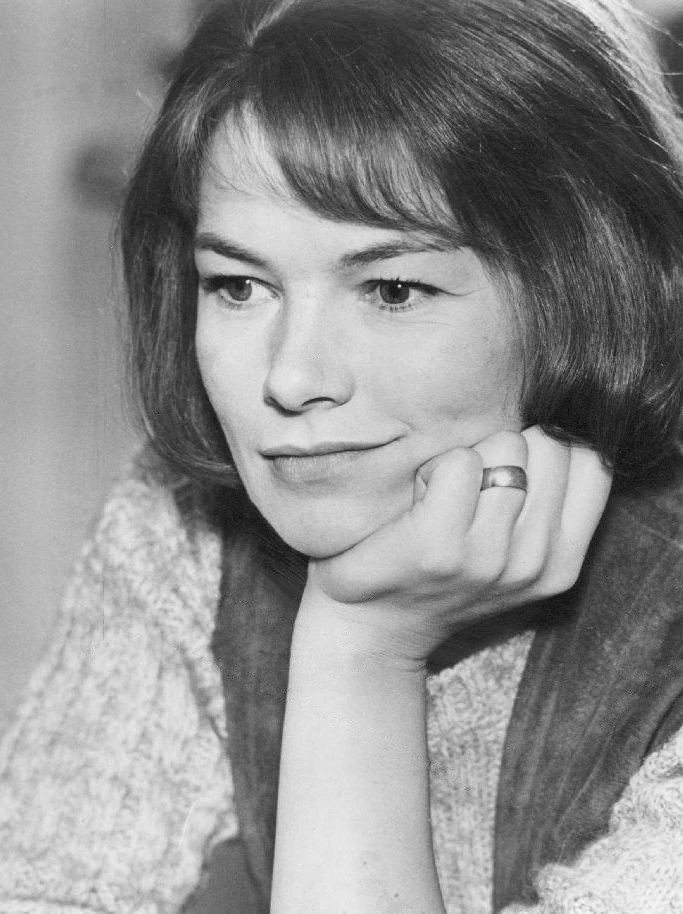
Glenda Jackson, amb quatre nominacions, guanyà aquest Oscar en dues ocasions: el 1970 pel seu paper a Women in Love i el 1973 a A Touch of Class.

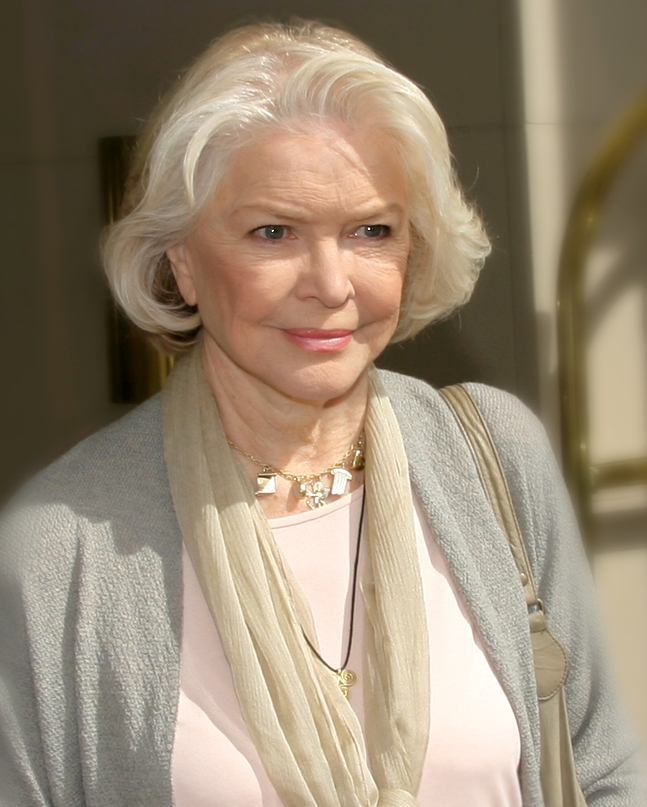
Ellen Burstyn aconseguí cinc nominacions i rebé el premi el 1975 per la seva actuació a Alícia ja no viu aquí.

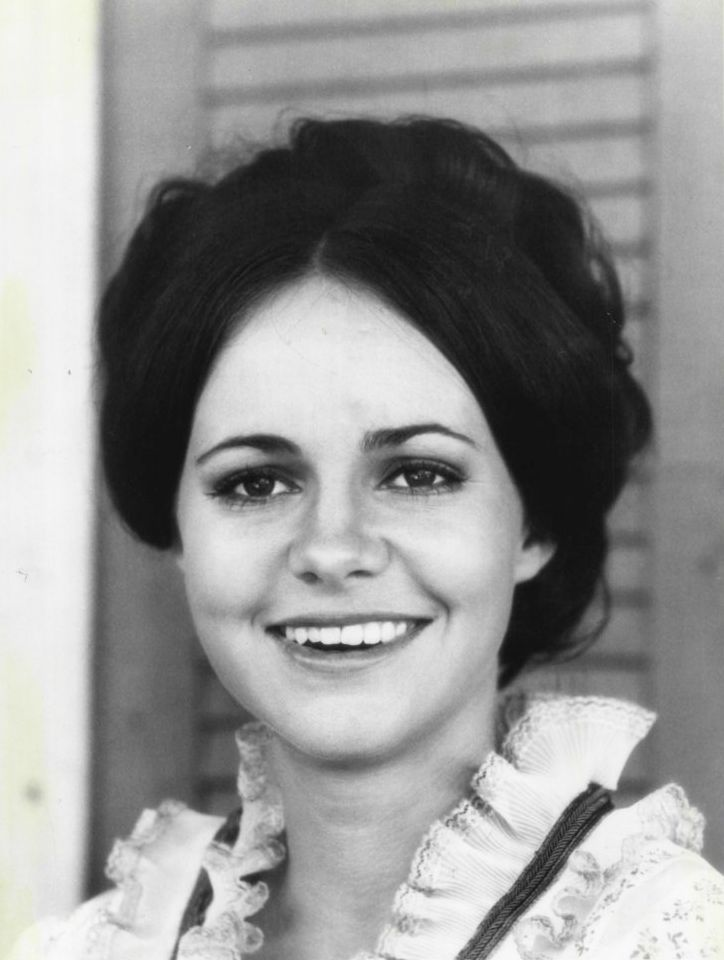
Sally Field guanyà aquest Oscar les dues vegades que ha sigut nominada: el 1979 per la seva interpretació a Norma Rae i el 1984 a En un racó del cor.

Sissy Spacek és una de les actrius nominada sis vegades; tan sols aconseguí aquest Oscar el 1980 pel seu paper a Coal Miner's Daughter.

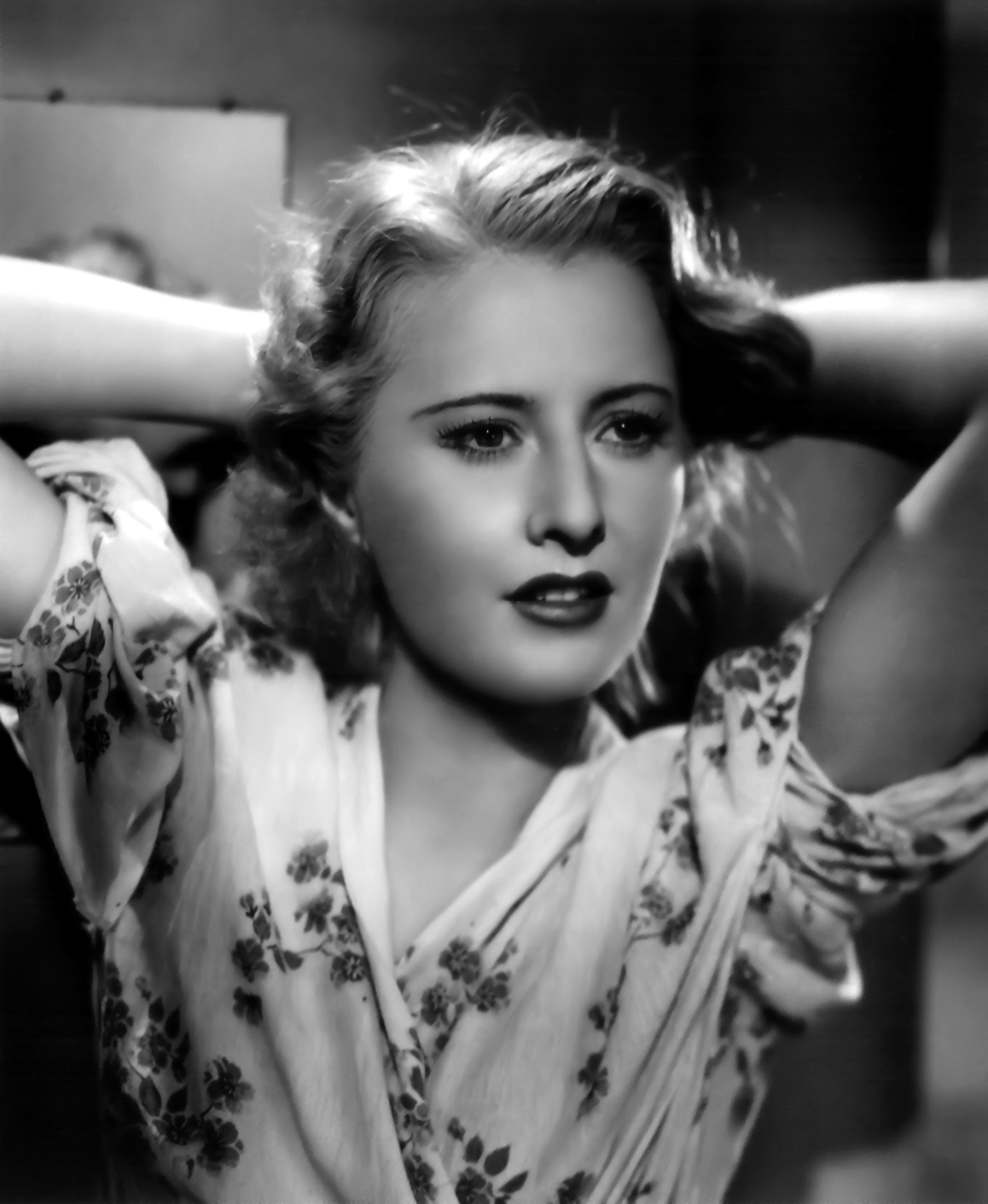
Barbara Stanwyck és un dels casos d'actrius amb moltes nominacions, quatre, però que no arribà a guanyar l'Oscar a la millor actriu. No obstant, l'any 1983, als 75 anys, rebé l'Oscar honorífic per la seva gran trajectòria cinematogràfica.

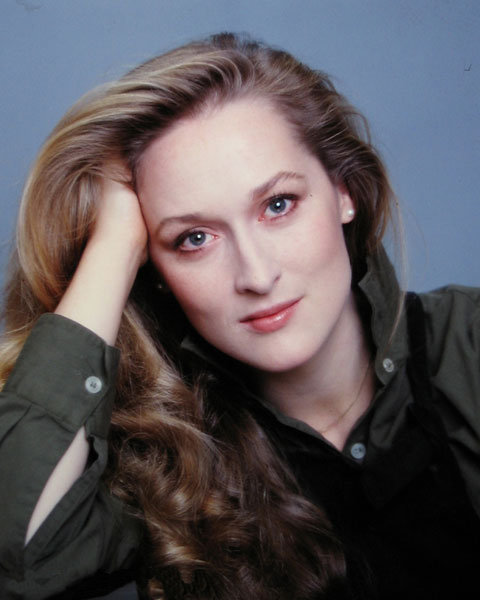
Meryl Streep és l'actriu amb més nominacions, setze (més tres nominacions a l'Oscar a la millor actriu secundària, que guanyà un cop el 1979). Ha rebut el premi en dues ocasions: el 1982 pel seu paper a La decisió de la Sophie i el 2011, en el paper de Margaret Thatcher a La dama de ferro.

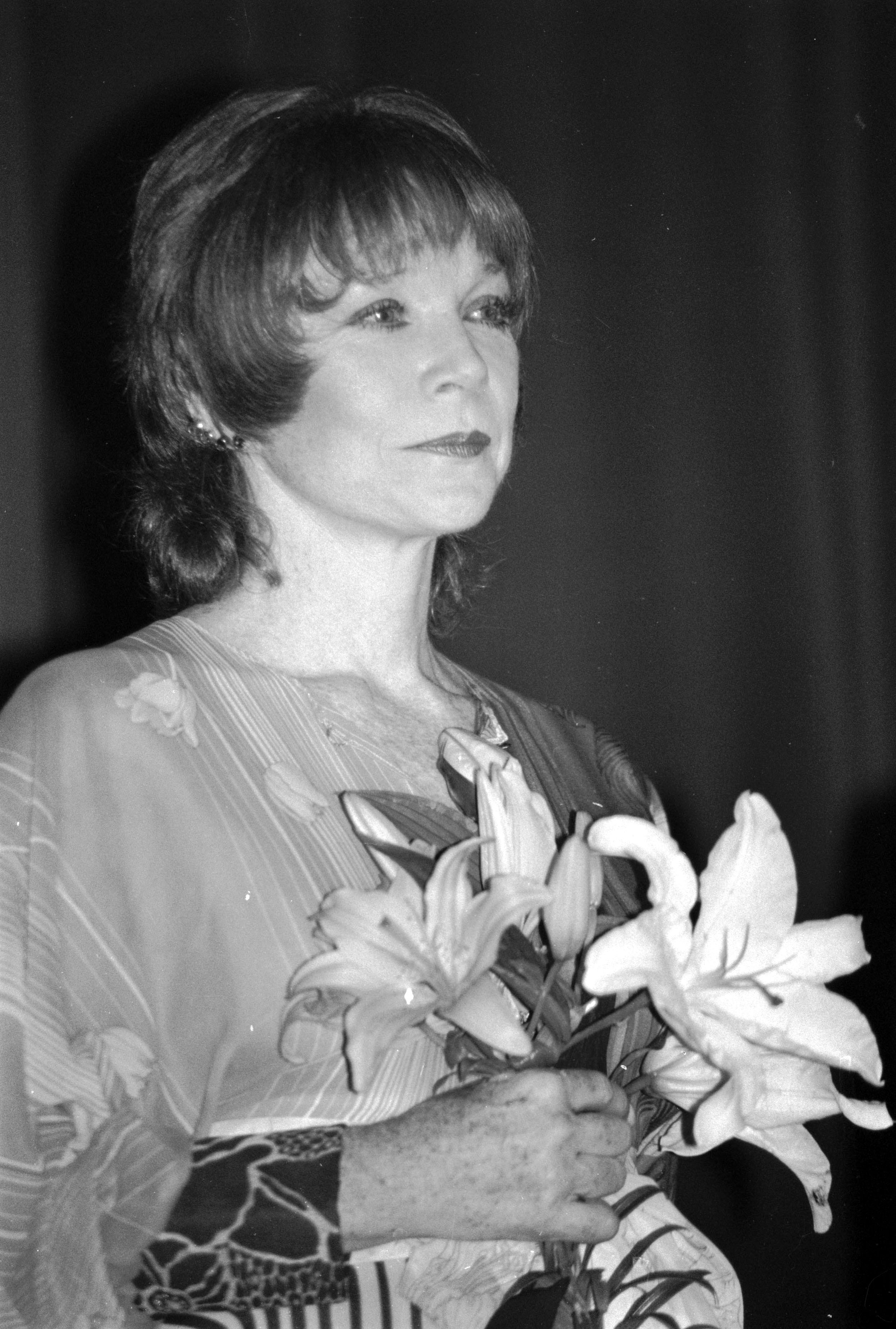
Shirley MacLaine fou nominada en cinc ocasions però tan sols guanyà aquest Oscar el 1983, als 49 anys, per la seva interpretació a La força de la tendresa.

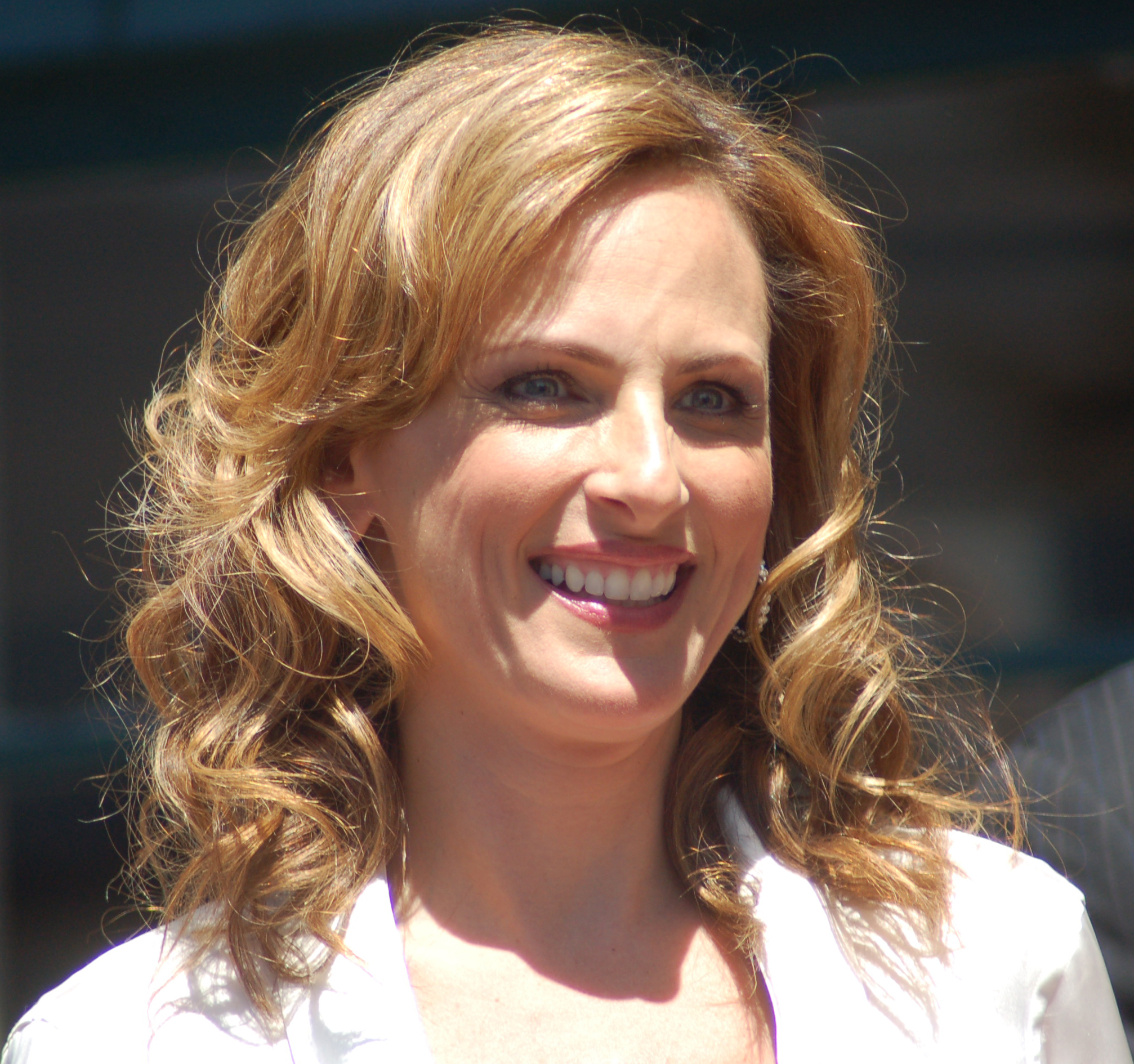
Marlee Matlin és la guanyadora més jove fins al moment i també l'única amb sordesa que l'ha obtingut. El 1986, als 21 anys, i en la seva única nominació, guanyà aquest premi per la seva interpretació a Fills d'un déu menor.

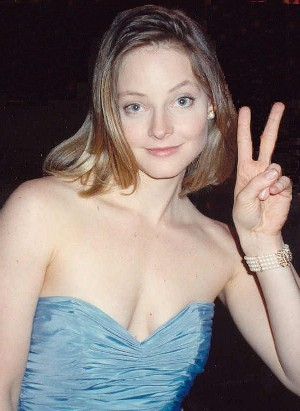
Jodie Foster, amb tres nominacions, ha guanyat en dues ocasions: el 1988 pel seu paper a Acusats i el 1992 a El silenci dels anyells.

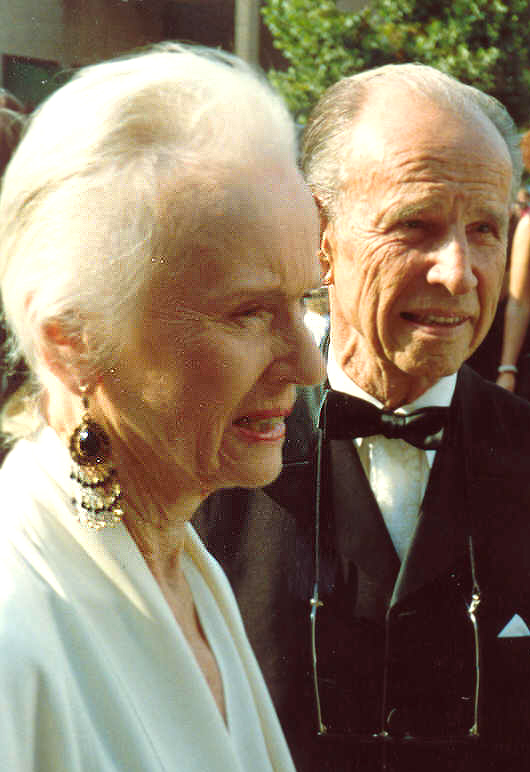
Jessica Tandy és la guanyadora de més edat. El 1989, quan tenia 80 anys, guanyà el premi en la seva única nominació pel seu paper a Tot passejant Miss Daisy.

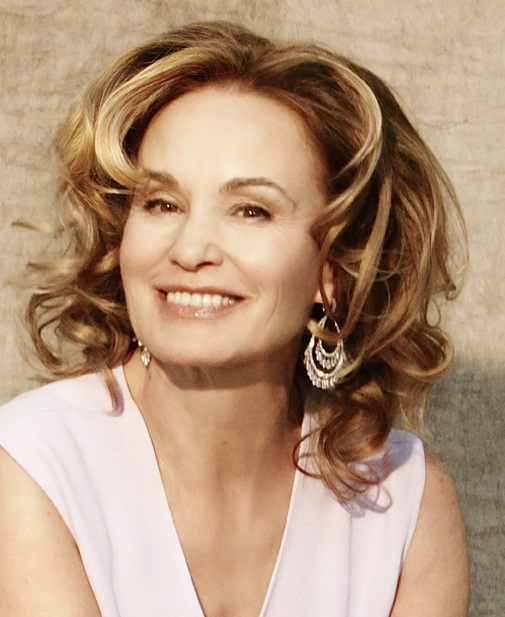
Jessica Lange ha estat nominada en cinc ocasions però no va ser fins al 1994 que va guanyar aquest Oscar pel seu paper a Les coses que no moren mai.

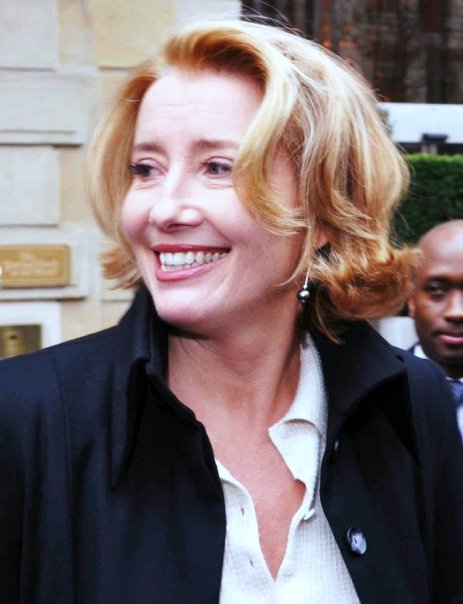
Emma Thompson ha estat nominada tres vegades; aconseguí el premi el 1992 pel seu paper a Retorn a Howards End.

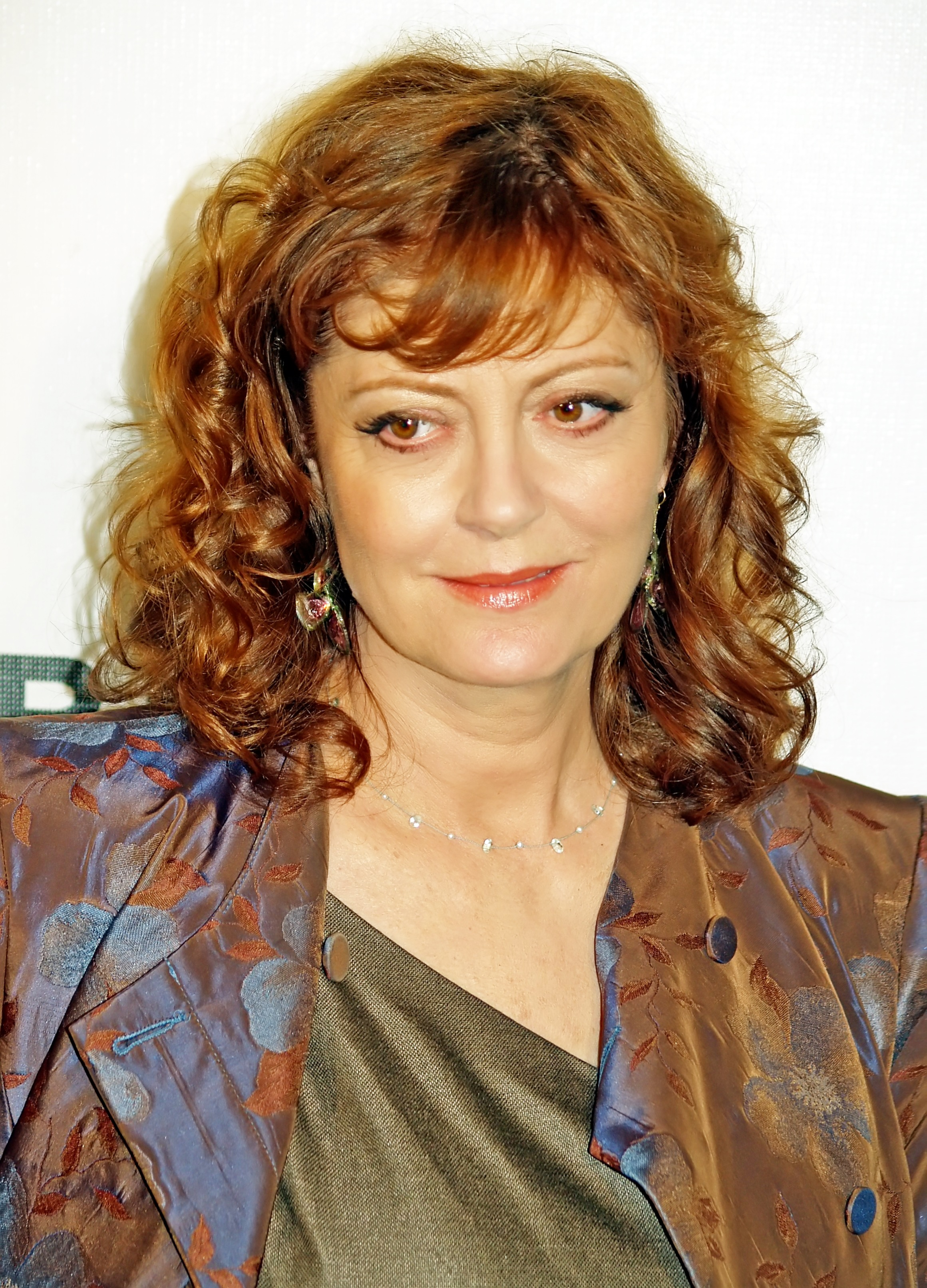
Susan Sarandon, nominada cinc vegades, obtingué aquest Oscar l'any 1996 per la seva interpretació Pena de mort.

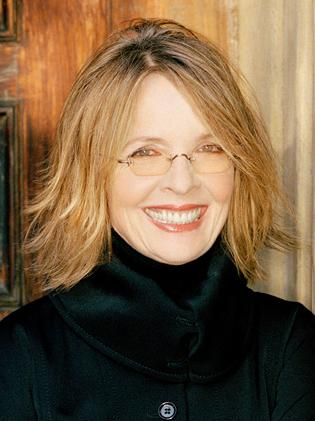
Diane Keaton ha estat nominada en quatre ocasions i aconseguí el premi en la primera nominació, el 1977, pel seu paper a Annie Hall.

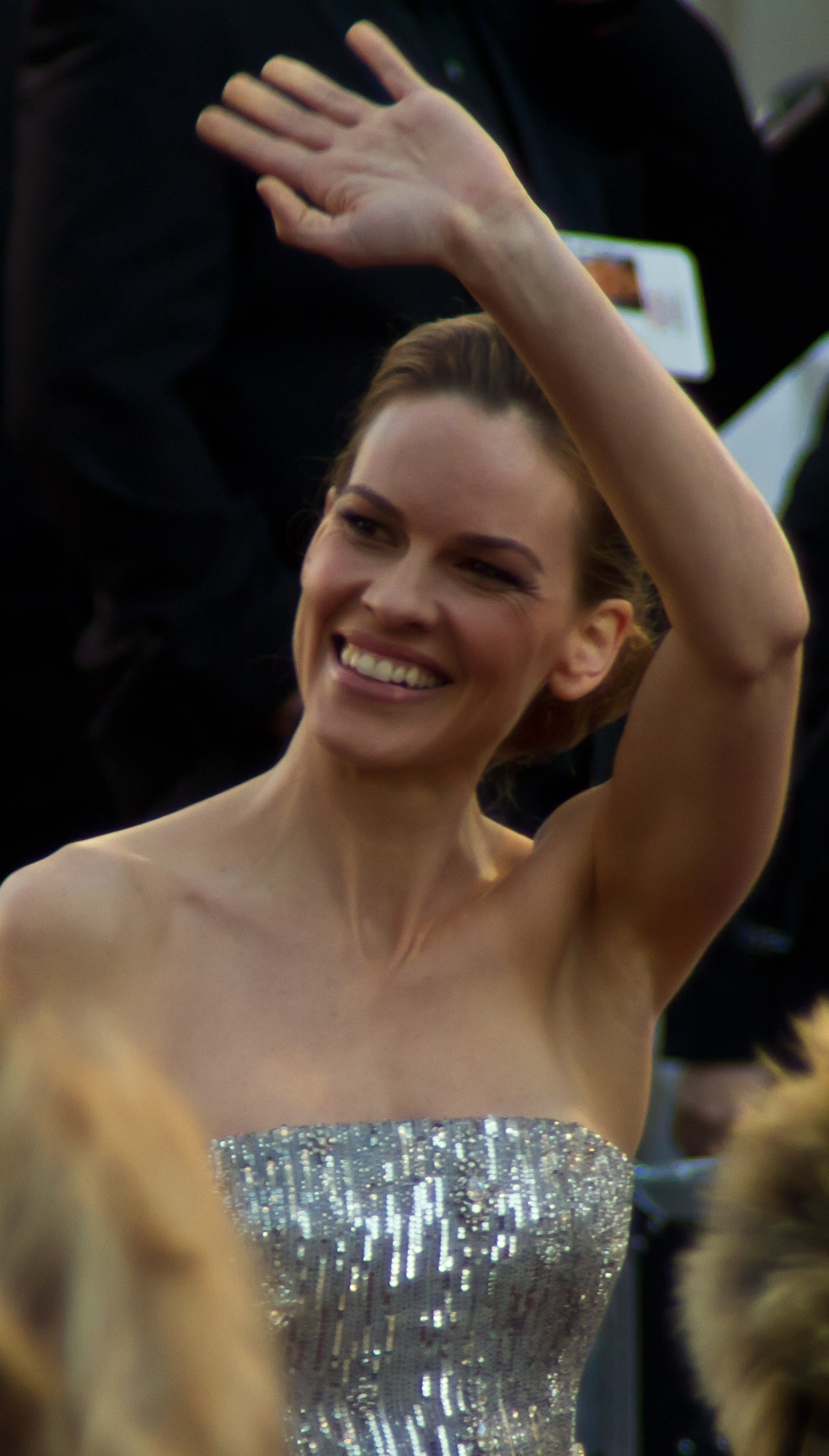
Hilary Swank fins al moment ha guanyat aquest Oscar les dues vegades que ha estat nominada: el 1999, als 25 anys, per la seva actuació a Boys Don't Cry i el 2004 a Million Dollar Baby.

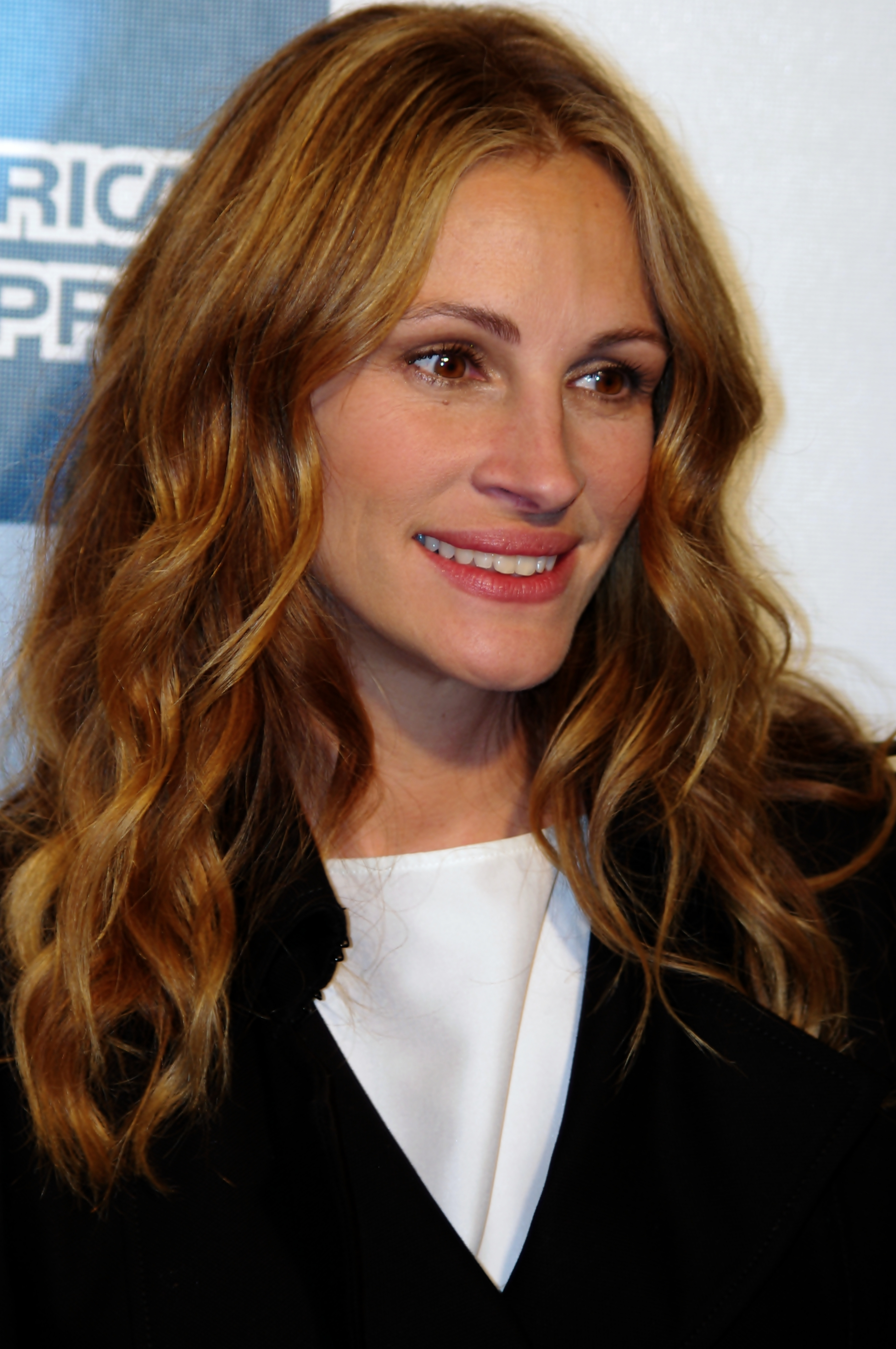
Julia Roberts va guanyar en la seva segona nominació per Erin Brockovich (2000).

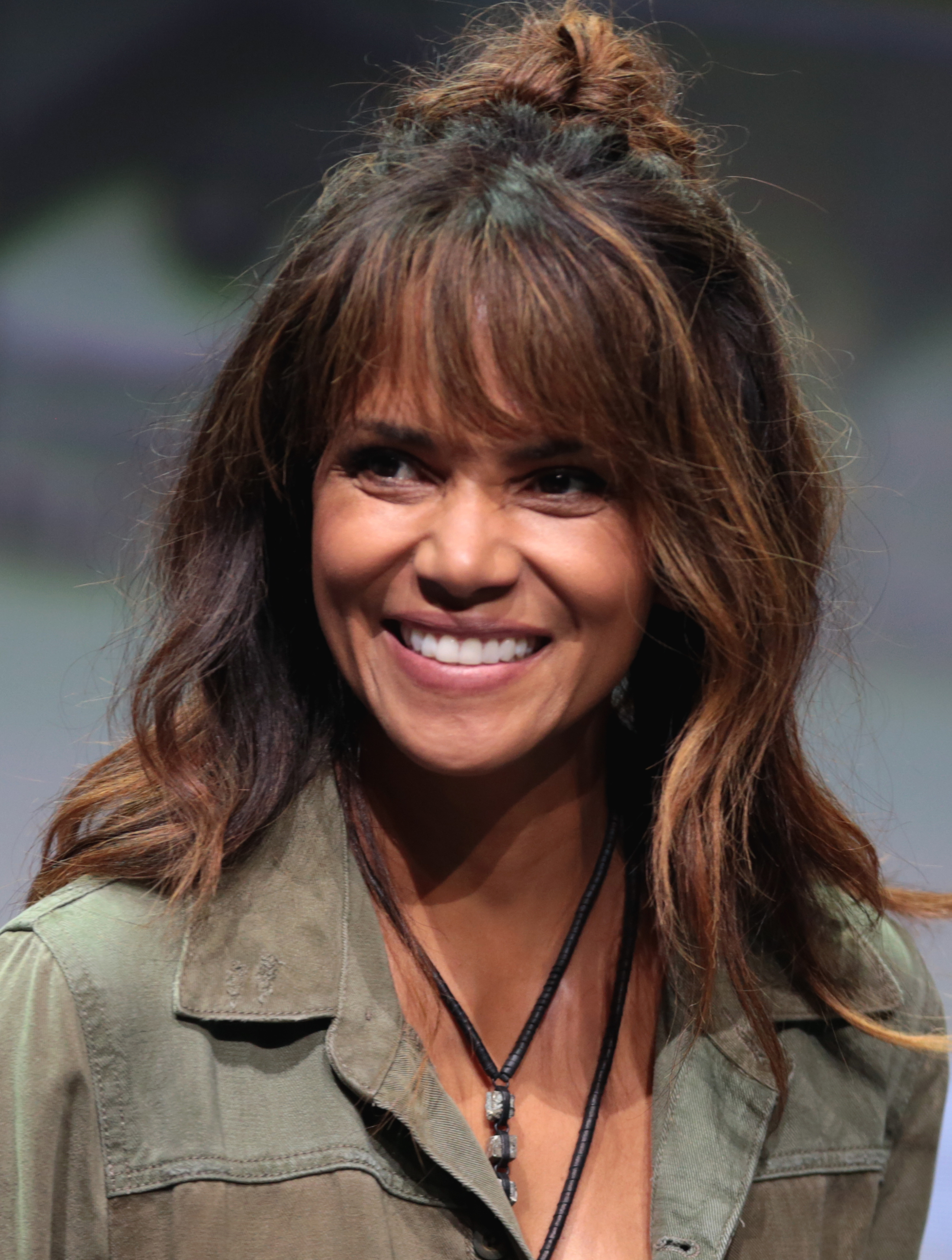
Halle Berry va guanyar per Monster's Ball (2001), convertint-se en la primera i única dona de color en gunyar en aquesta categoria.

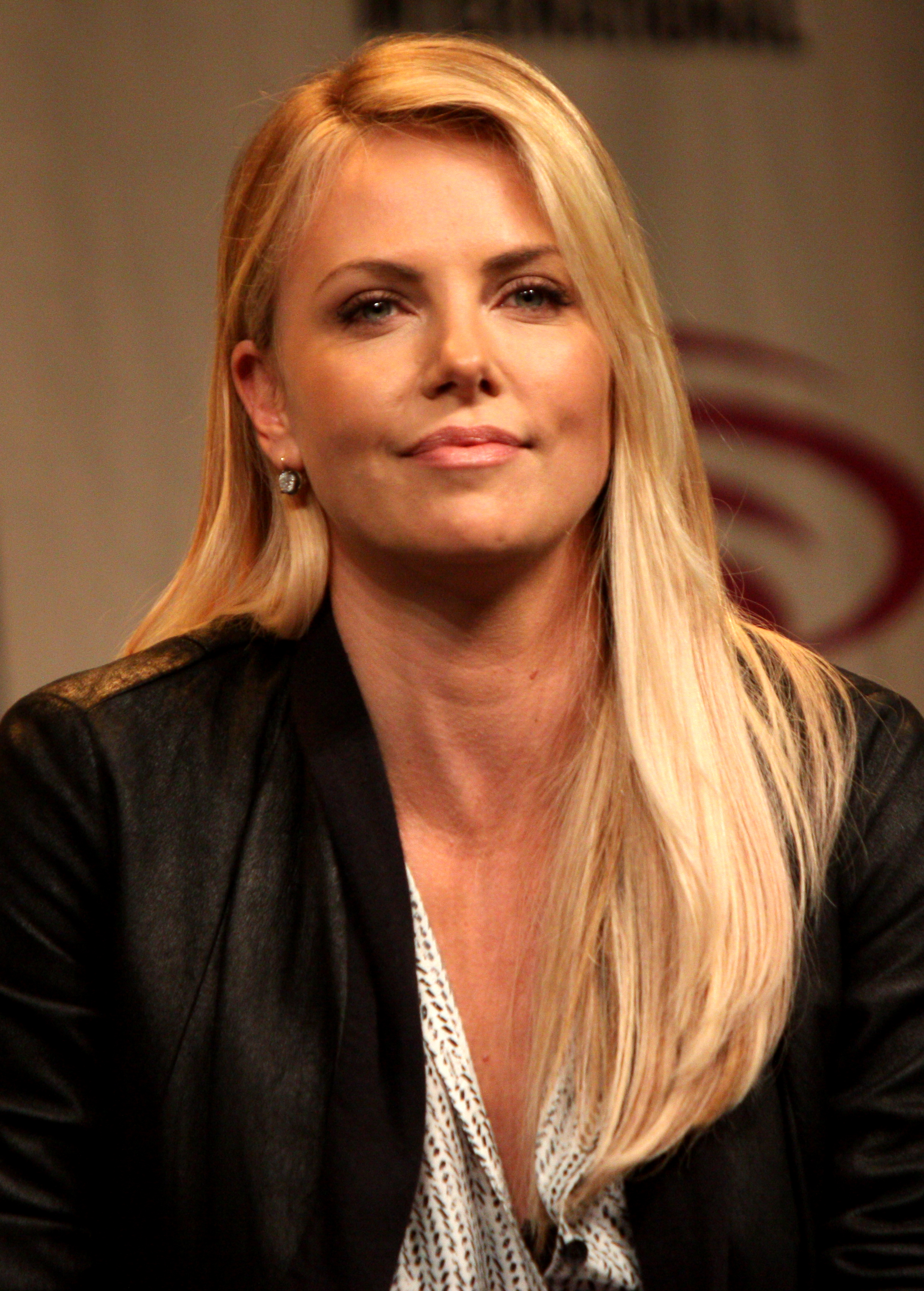
Charlize Theron va guanyar per Monster (2003)

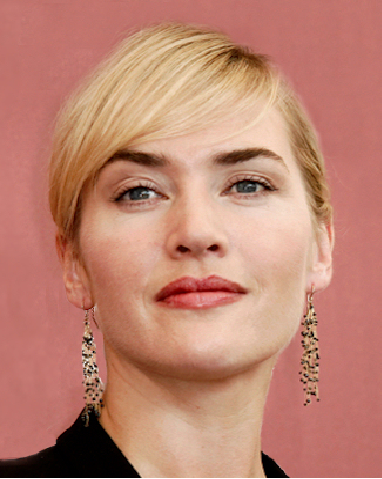
Kate Winslet, amb quatre nominacions fins al moment, el va guanyar el 2008 pel seu paper a El lector.

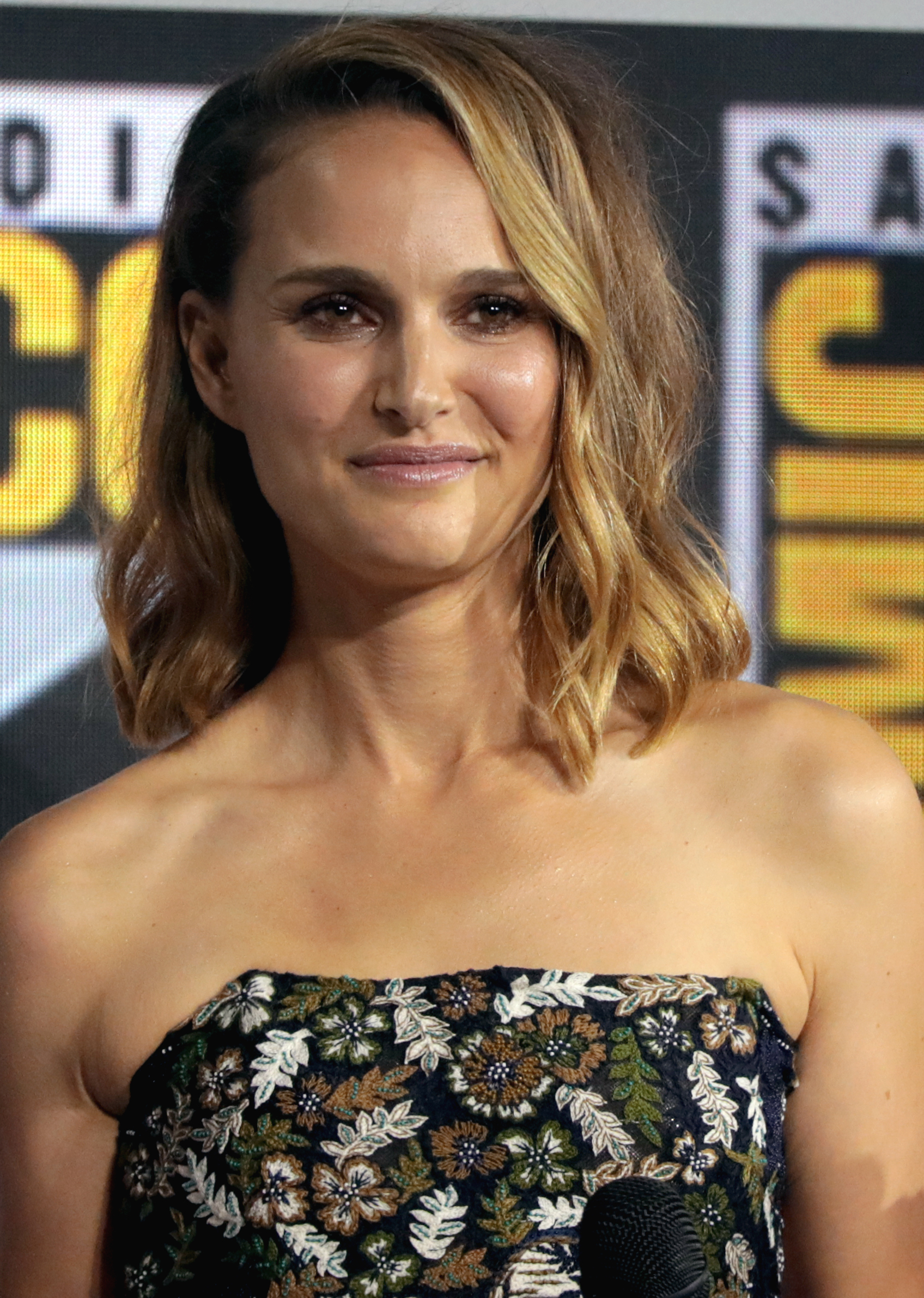
Natalie Portman va guanyar per El cigne negre (2011).

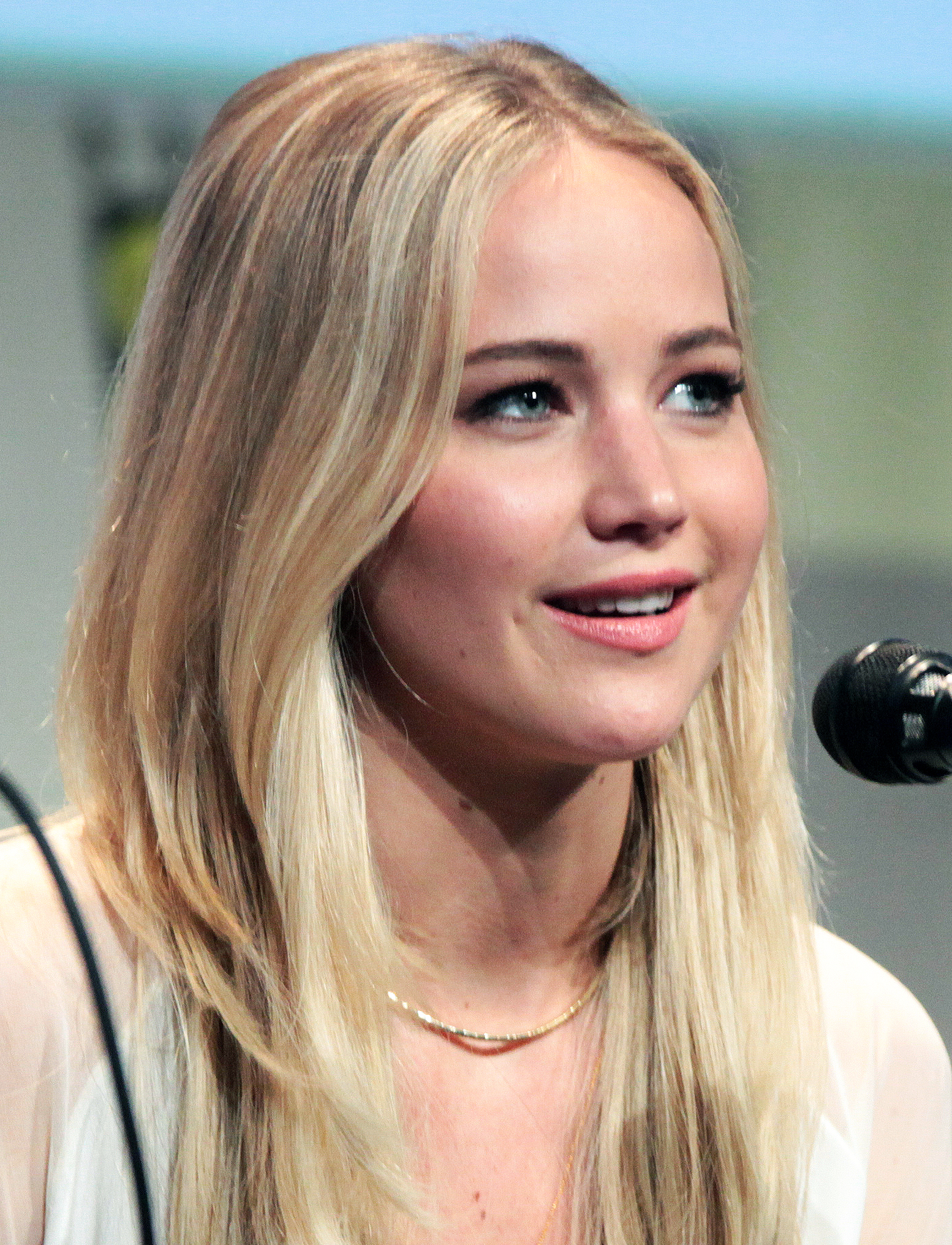
Jennifer Lawrence va guanyar per La part positiva de les coses (2012)

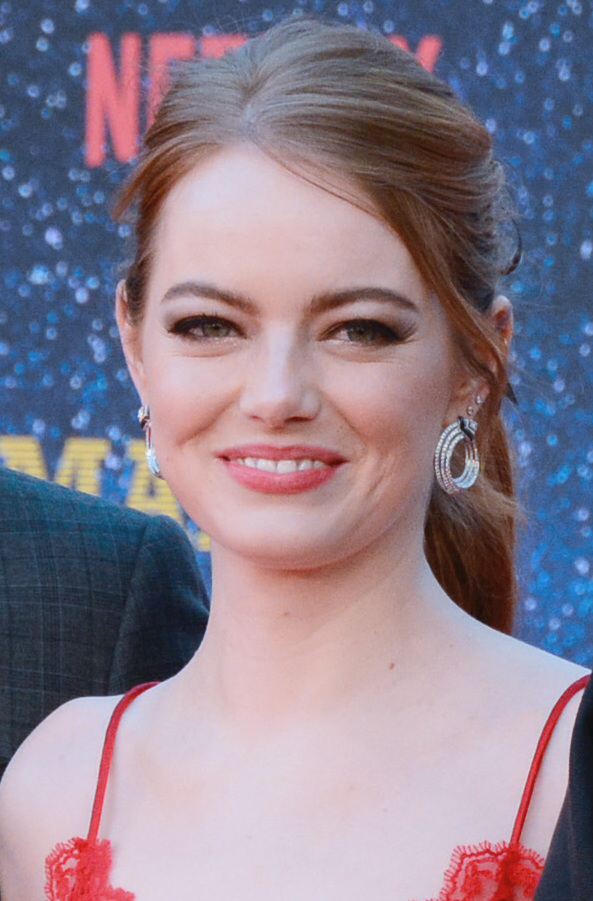
Emma Stone va guanyar per la seva interpretació a La La Land (2016).

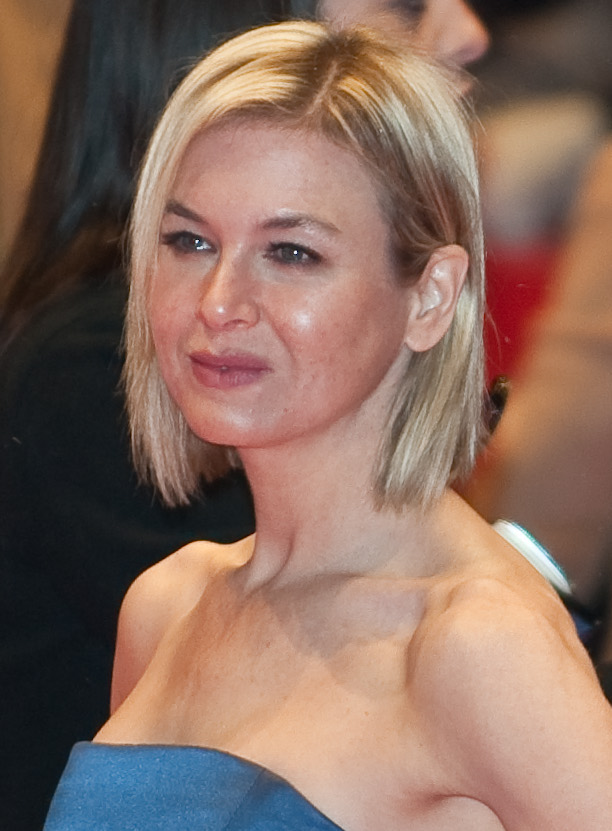
Renée Zellweger va guanyar per la interpretació de Judy Garland a Judy (2019).

En les llistes que segueixen, la guanyadora del premi es mostra en primer lloc i la segueixen les altres nominades. Cada entrada individual mostra el nom de l'actriu seguit pel títol de la pel·lícula i el nom del personatge que interpretava. Seguint la pràctica de l'Acadèmia, les pel·lícules detallades en la llista estan classificades segons l'any de la seva nominació oficial a Los Angeles el qual és, normalment, l'any de la seva estrena.

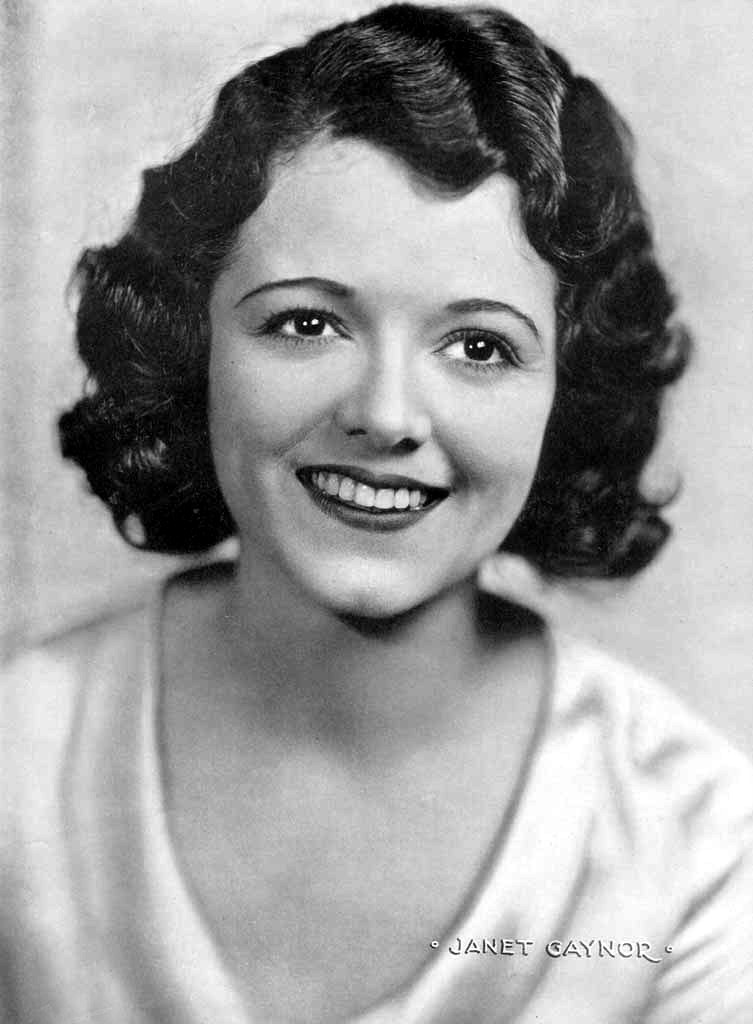
Janet Gaynor fou la primera guanyadora en aquesta categoria pels seus papers a Els àngels del carrer i a Sunrise: A Song of Two Humans.

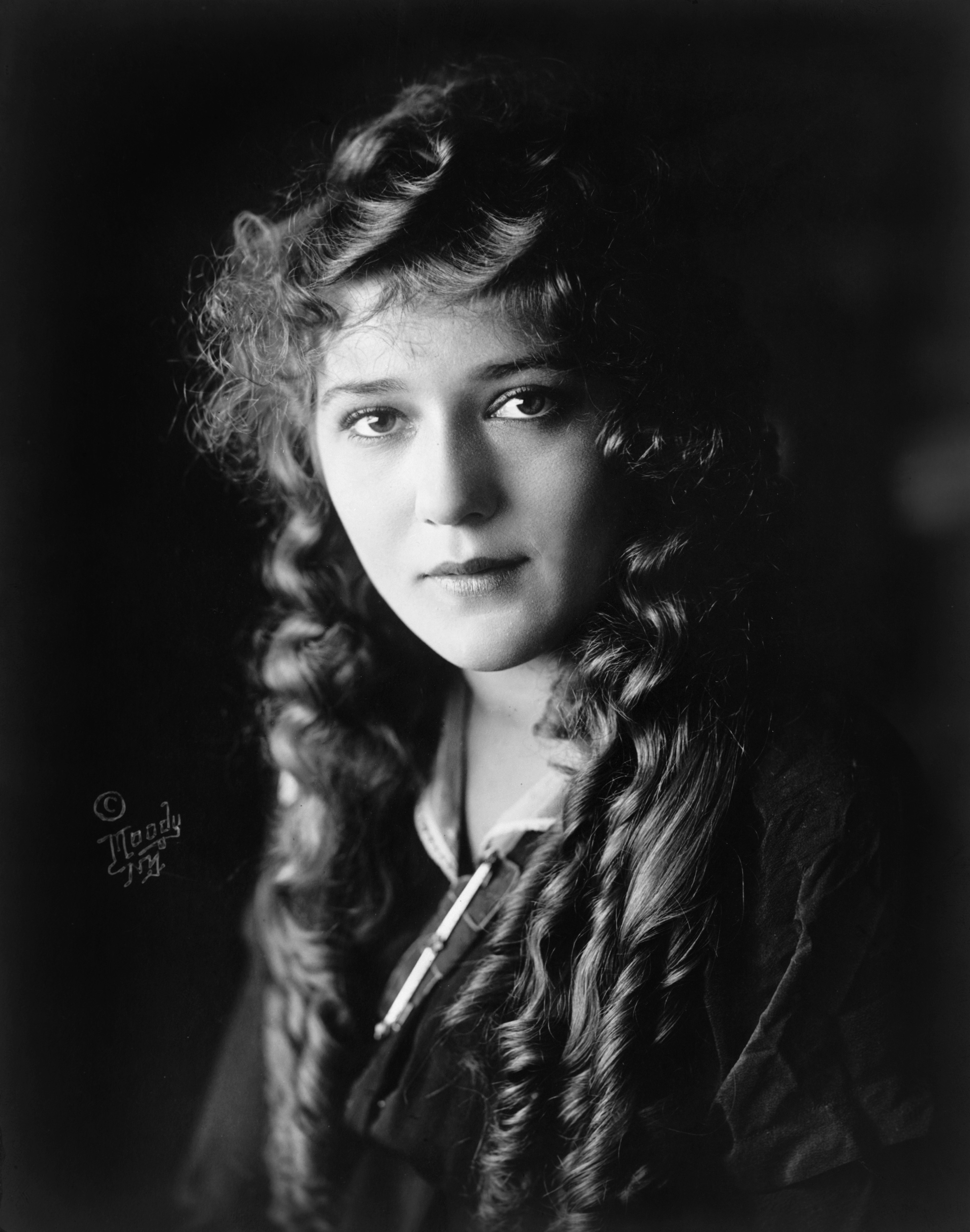
Mary Pickford fou la segona guanyadora, el 1929, per la seva interpretació a Coquette.

Katharine Hepburn, ha guanyat quatre vegades l'Oscar a la millor actriu: Glòria d'un dia (1933), Endevina qui ve a sopar (1967), The Lion in Winter (1968) i On Golden Pond (1981). Va arribar a ser nominada en dotze ocasions!

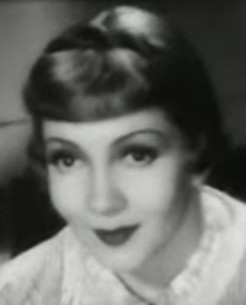
Claudette Colbert rebé el premi el 1934 pel seu paper a Va succeir una nit. Fou nominada tres vegades.

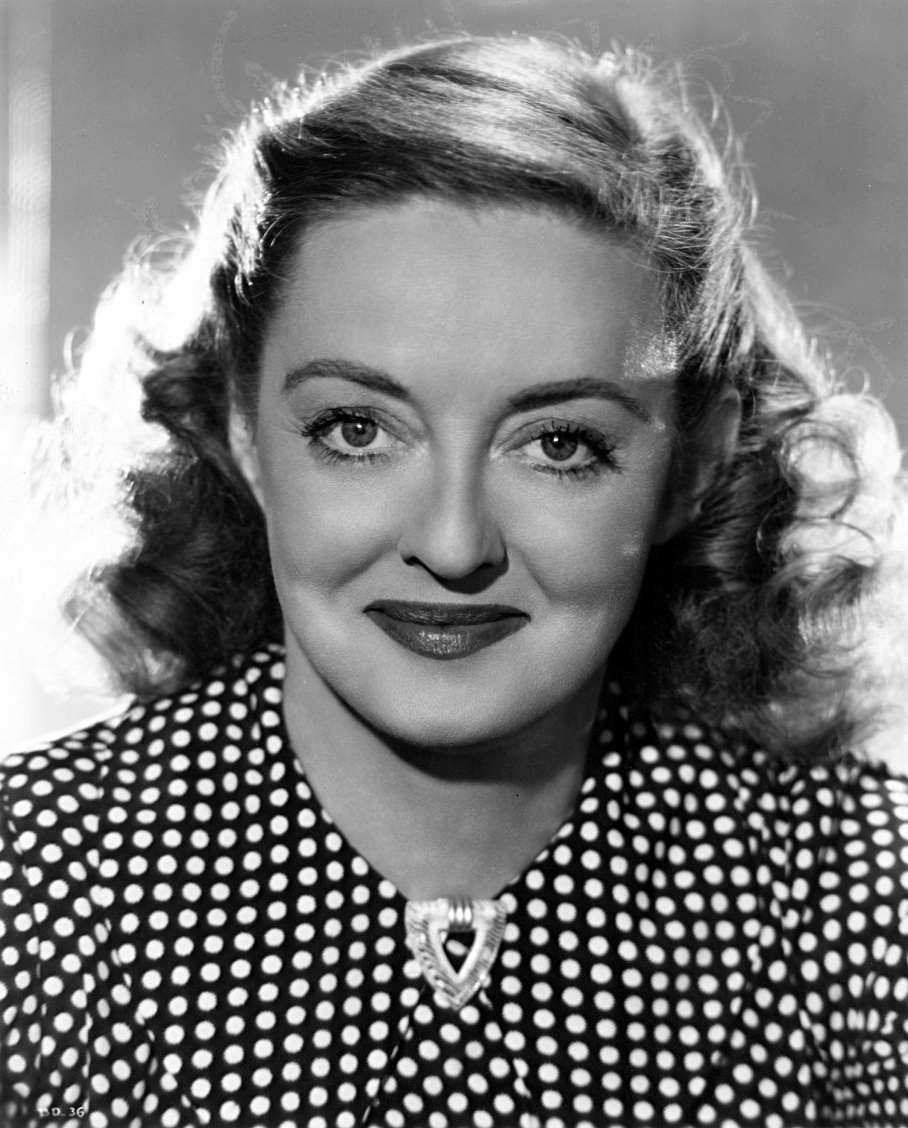
Bette Davis fou nominada deu vegades. Aconseguí l'Oscar en dues ocasions: el 1935 pel seu paper a Dangerous i el 1938 a Jezebel

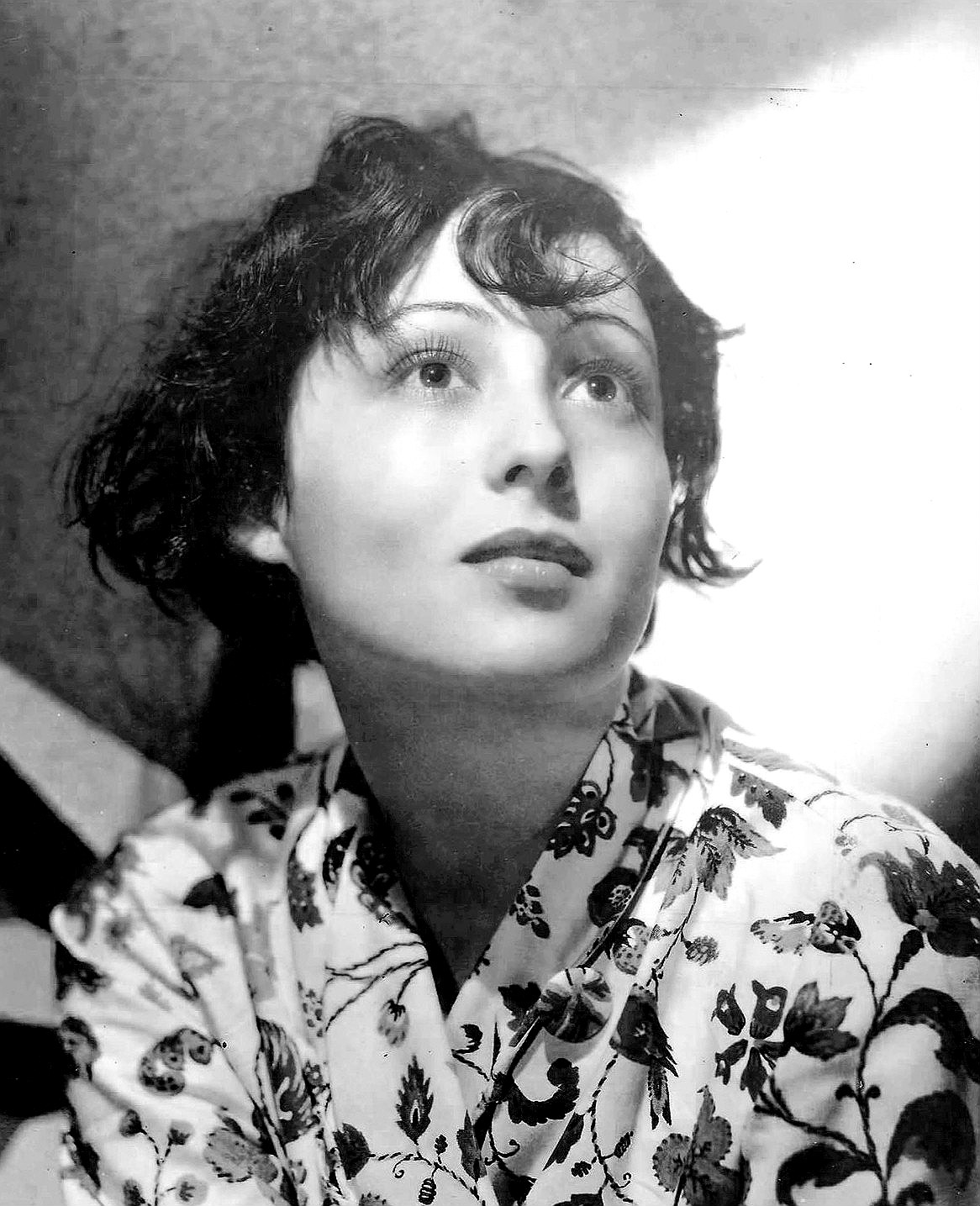
Luise Rainer aconseguí guanyar les dues vegades consecutives que va estar nominada: el 1936, per la seva actuació a The Great Ziegfeld, i el 1937 a The Good Earth.

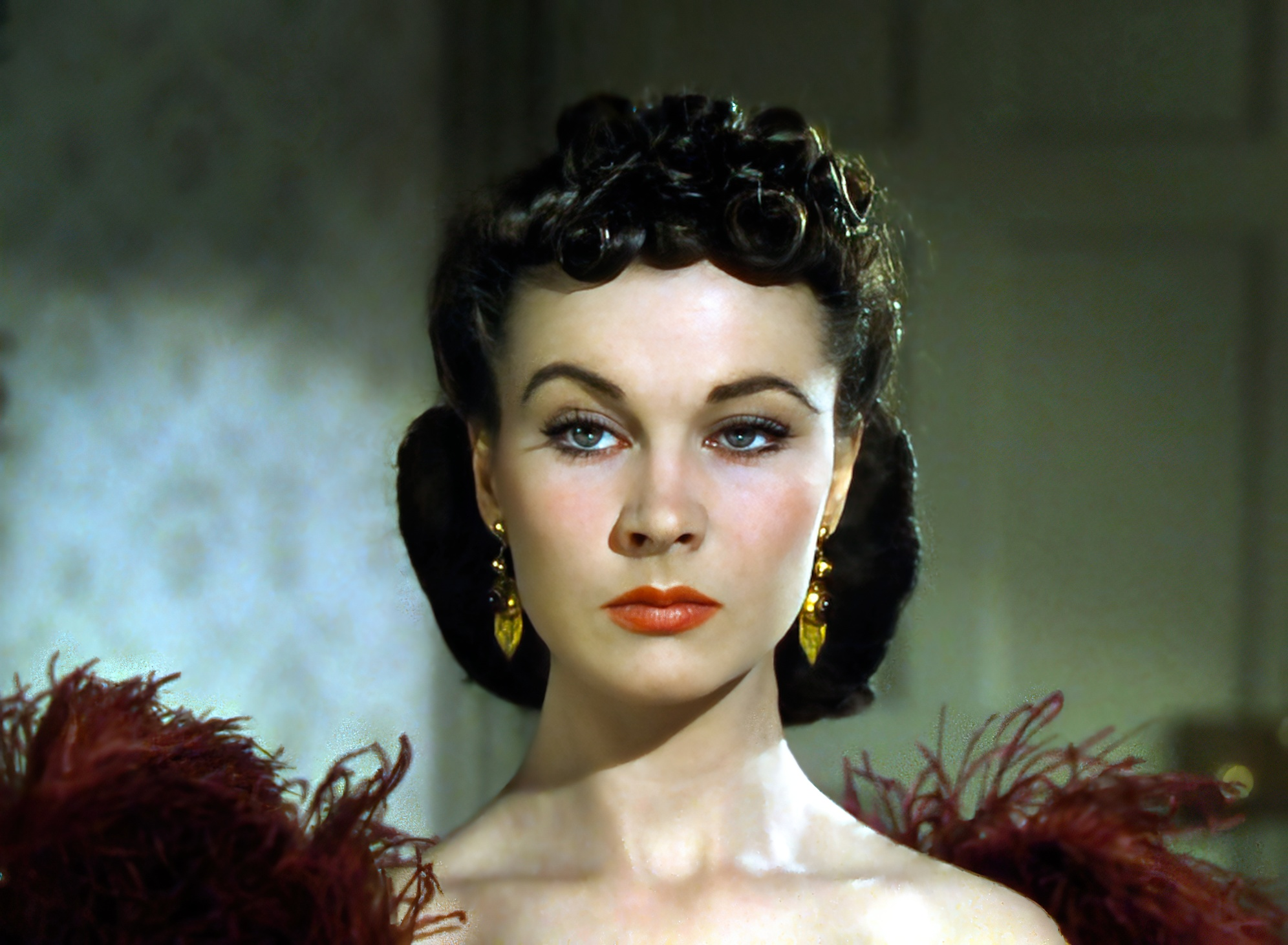
Vivien Leigh també guanyà les dues vegades que fou nominada: el 1939 per la seva interpretació a Allò que el vent s'endugué i el 1951 a A Streetcar Named Desire.

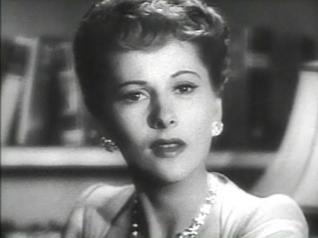
Joan Fontaine va estar nominada tres vegades i rebé el premi el 1941 pel seu paper a Sospita.

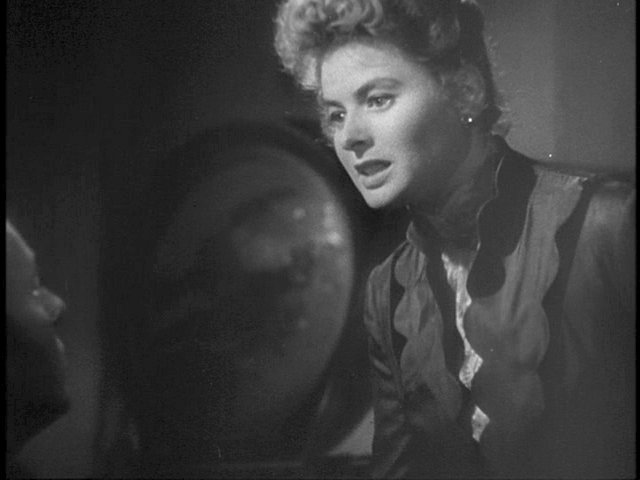
Ingrid Bergman, que fou nominada sis vegades, aconseguí el premi en dues ocasions: el 1944 pel seu paper a Gaslight i el 1956 a Anastàsia.

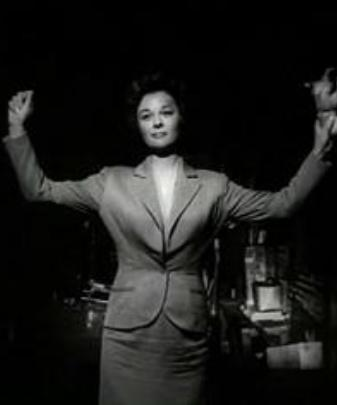
Susan Hayward va ser nominada cinc cops i aconseguí el premi en la darrera nominació, el 1958, per la seva interpretació a Vull viure.

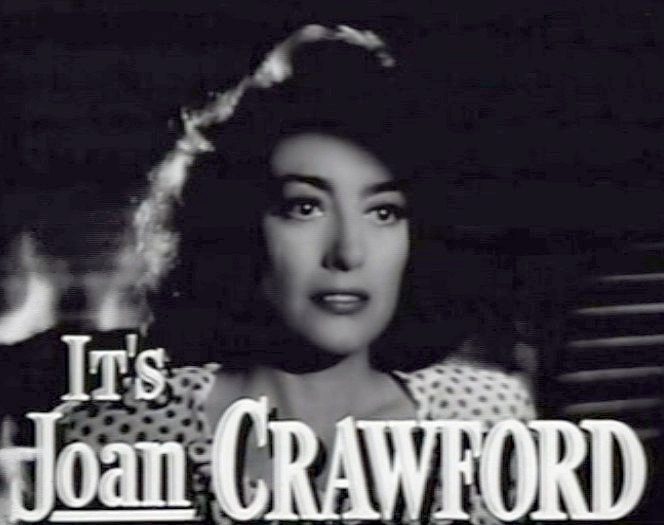
Joan Crawford fou nominada tres vegades i el premi el rebé el 1945 pel seu paper a Mildred Pierce.

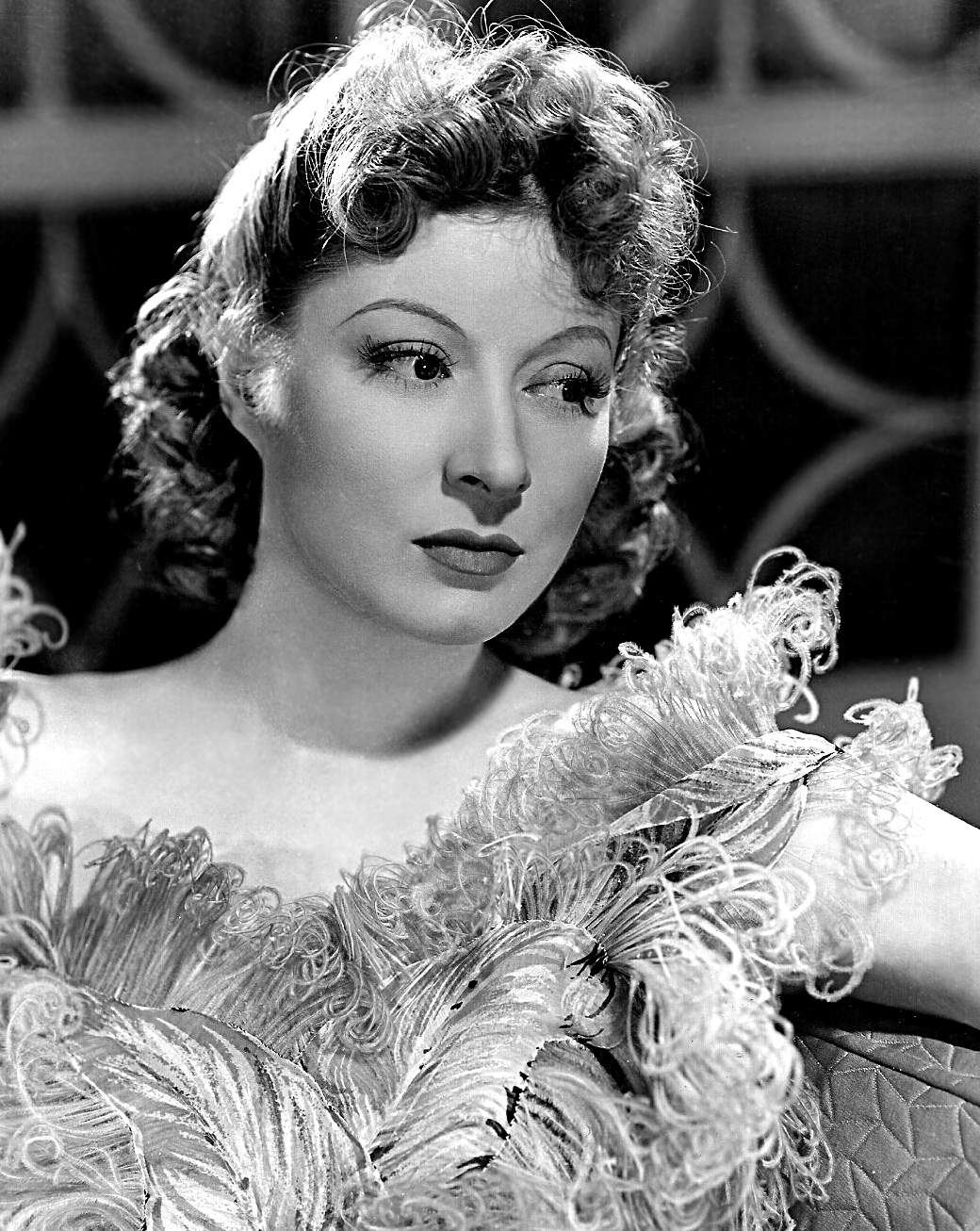
Greer Garson ha sigut la quarta actriu amb més nominacions, set, però tan sols rebé el premi el 1942 per la seva actuació a Mrs. Miniver.

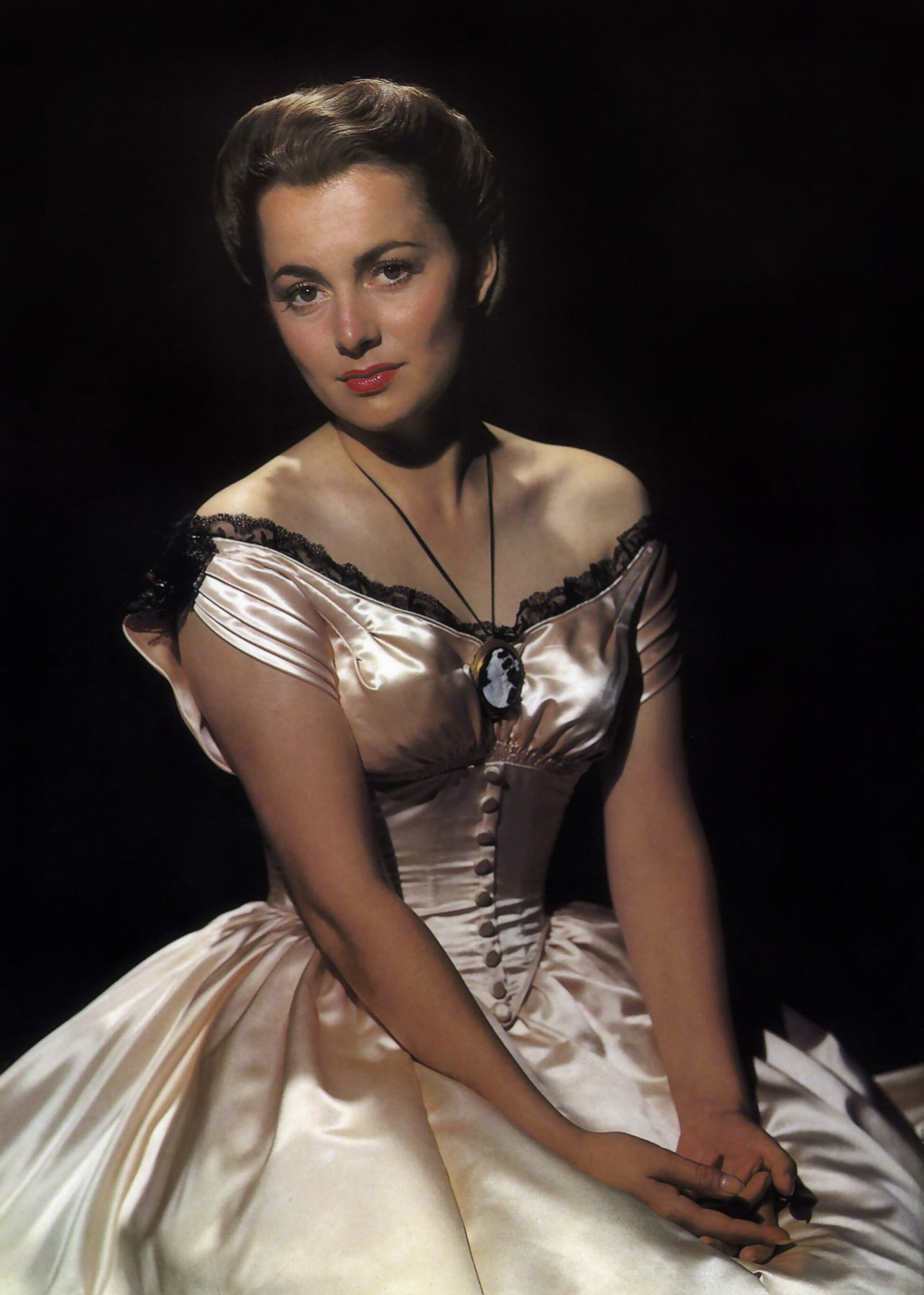
Olivia de Havilland fou nominada en quatre ocasions i el guanyà dos cops: el 1946 pel seu paper a La vida íntima de Jody Norris i el 1949 a The Heiress.

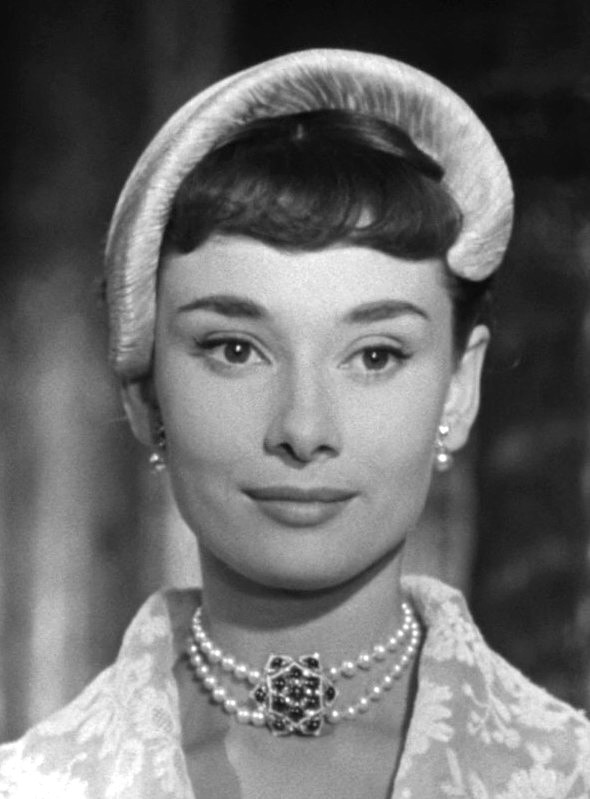
Audrey Hepburn que fou nominada en cinc ocasions, aconseguí el premi en la seva primera nominació el 1953, quan tenia 24 anys, per la seva interpretació a Vacances a Roma.

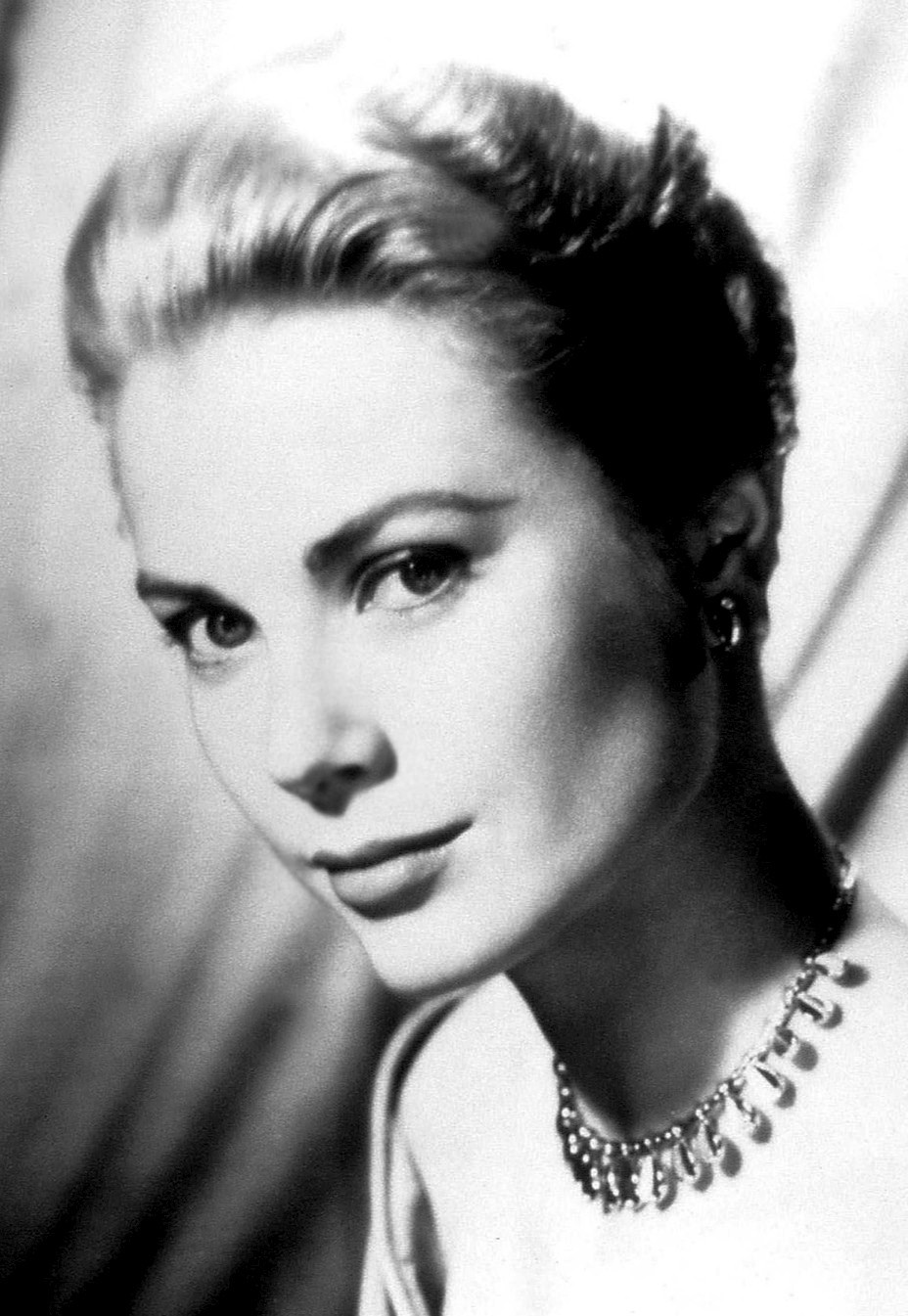
Grace Kelly fou nominada un sol cop, el 1954, quan tenia 25 anys, i guanyà el premi pel seu paper a The Country Girl.

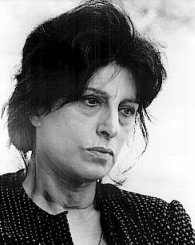
Anna Magnani va guanyar pel seu paper a The Rose Tattoo (1955), convertint-se en la primera actriu italiana en guanyar un Oscar.

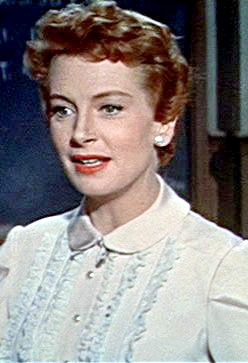
Deborah Kerr ha estat l'actriu amb més nominacions, sis, i que mai ha guanyat l'Oscar a la millor actriu. L'any 1994, quan tenia 73 anys, rebé l'Oscar honorífic, premi que es concedeix per tal de destacar l'extraordinària aportació d'una carrera artística i per les contribucions excepcionals al món del cinema.

### Dècada del 1920
| Any            | Actriu                                                             | Pel·lícula            | Paper |
| -------------- | ------------------------------------------------------------------ | --------------------- | ----- |
| 1929           |                                                                    |                       |       |
| Janet Gaynor   | Seventh Heaven Els àngels del carrer Sunrise: A Song of Two Humans | Diane Angela L'esposa |       |
| Louise Dresser | A Ship Comes In                                                    | Mrs. Pleznik          |       |
| Gloria Swanson | Sadie Thompson                                                     | Sadie Thompson        |       |

### Dècada del 1930
| Any                         | Actriu                         | Pel·lícula                                             | Paper |
| --------------------------- | ------------------------------ | ------------------------------------------------------ | ----- |
| 1930                        |                                |                                                        |       |
| Mary Pickford               | Coquette                       | Norma Besant                                           |       |
| Ruth Chatterton             | Madame X                       | Jacqueline Floriot                                     |       |
| Betty Compson               | The Barker                     | Carrie                                                 |       |
| Jeanne Eagels (pòstumament) | The Letter                     | Leslie Crosbie                                         |       |
| Corinne Griffith            | The Divine Lady                | Emma Hamilton                                          |       |
| Bessie Love                 | The Broadway Melody            | Hank Mahoney                                           |       |
| 1931                        |                                |                                                        |       |
| Norma Shearer               | The Divorcee                   | Jerry Bernard Martin                                   |       |
| Nancy Carroll               | The Devil's Holiday            | Hallie Hobart                                          |       |
| Ruth Chatterton             | Sarah and Son                  | Sarah Storm                                            |       |
| Greta Garbo                 | Anna Christie / Romance        | Anna Christie / Madame Rita Cavallini                  |       |
| Norma Shearer               | Their Own Desire               | Lucia 'Lally' Marlett                                  |       |
| Gloria Swanson              | The Trespasser                 | Marion Donnell                                         |       |
| 1932                        |                                |                                                        |       |
| Marie Dressler              | Min and Bill                   | Min Divot                                              |       |
| Marlene Dietrich            | Morocco                        | Mademoiselle Amy Jolly                                 |       |
| Irene Dunne                 | Cimarron                       | Sabra Cravat                                           |       |
| Ann Harding                 | Holiday                        | Linda Seton                                            |       |
| Norma Shearer               | A Free Soul                    | Jan Ashe                                               |       |
| 1933                        |                                |                                                        |       |
| Helen Hayes                 | The Sin of Madelon Claudet     | Madelon Claudet                                        |       |
| Marie Dressler              | Emma                           | Emma Thatcher Smith                                    |       |
| Lynn Fontanne               | The Guardsman                  | L'actriu                                               |       |
| 1934                        |                                |                                                        |       |
| Katharine Hepburn           | Glòria d'un dia                | Eva Lovelace                                           |       |
| May Robson (2n)             | Lady for a Day                 | Apple Annie                                            |       |
| Diana Wynyard (3r)          | Cavalcade                      | Jane Marryot                                           |       |
| 1935                        |                                |                                                        |       |
| Claudette Colbert           | Va succeir una nit             | Ellie Andrews                                          |       |
| Norma Shearer (2n)          | The Barretts of Wimpole Street | Elizabeth Barrett                                      |       |
| Bette Davis (3r)            | Captius del desig              | Mildred Rogers                                         |       |
| Grace Moore                 | One Night of Love              | Mary Barrett                                           |       |
| 1936                        |                                |                                                        |       |
| Bette Davis                 | Dangerous                      | Joyce Heath                                            |       |
| Katharine Hepburn (2n)      | Somnis de joventut             | Alice Adams                                            |       |
| Elisabeth Bergner (3r)      | Escape Me Never                | Gemma Jones                                            |       |
| Claudette Colbert           | Private Worlds                 | Jane Everest                                           |       |
| Miriam Hopkins              | La fira de la vanitat          | Becky Sharp                                            |       |
| Merle Oberon                | The Dark Angel                 | Kitty Vane                                             |       |
| 1937                        |                                |                                                        |       |
| Luise Rainer                | The Great Ziegfeld             | Anna Held                                              |       |
| Irene Dunne                 | Theodora Goes Wild             | Theodora Lynn                                          |       |
| Gladys George               | Valiant Is the Word for Carrie | Carrie Snyder                                          |       |
| Carole Lombard              | My Man Godfrey                 | Irene Bullock                                          |       |
| Norma Shearer               | Romeo and Juliet               | Julieta Capuleto                                       |       |
| 1938                        |                                |                                                        |       |
| Luise Rainer                | The Good Earth                 | O-Lan                                                  |       |
| Irene Dunne                 | La terrible veritat            | Lucy Warriner                                          |       |
| Greta Garbo                 | Camille                        | Marguerite Gautier                                     |       |
| Janet Gaynor                | Ha nascut una estrella         | Esther Victoria Blodgett, també anomenada Vicki Lester |       |
| Barbara Stanwyck            | Stella Dallas                  | Stella Martin Dallas                                   |       |
| 1939                        |                                |                                                        |       |
| Bette Davis                 | Jezebel                        | Julie Marsden                                          |       |
| Fay Bainter                 | White Banners                  | Hannah Parmalee                                        |       |
| Wendy Hiller                | Pygmalion                      | Eliza Doolittle                                        |       |
| Norma Shearer               | Maria Antonieta                | Maria Antonieta                                        |       |
| Margaret Sullavan           | Three Comrades                 | Patricia 'Pat' Hollmann                                |       |

### Dècada del 1940
| Any                 | Actriu                        | Pel·lícula                            | Paper |
| ------------------- | ----------------------------- | ------------------------------------- | ----- |
| 1940                |                               |                                       |       |
| Vivien Leigh        | Allò que el vent s'endugué    | Scarlett O'Hara                       |       |
| Bette Davis         | Dark Victory                  | Judith Traherne                       |       |
| Irene Dunne         | Cita d'amor                   | Terry McKay                           |       |
| Greta Garbo         | Ninotchka                     | Nina Yakushova 'Ninotchka' Ivanoff    |       |
| Greer Garson        | Goodbye, Mr. Chips            | Katherine                             |       |
| 1941                |                               |                                       |       |
| Ginger Rogers       | Miratge d'amor                | Kitty Foyle                           |       |
| Bette Davis         | La carta                      | Leslie Crosbie                        |       |
| Joan Fontaine       | Rebecca                       | The Second Mrs. de Winter             |       |
| Katharine Hepburn   | The Philadelphia Story        | Tracy Lord                            |       |
| Martha Scott        | El nostre poble               | Emily Webb                            |       |
| 1942                |                               |                                       |       |
| Joan Fontaine       | Sospita                       | Lina McLaidlaw Aysgarth               |       |
| Bette Davis         | La lloba                      | Regina Giddens                        |       |
| Olivia de Havilland | Hold Back the Dawn            | Emmy Brown                            |       |
| Greer Garson        | Blossoms in the Dust          | Edna Gladney                          |       |
| Barbara Stanwyck    | Bola de foc                   | Katherine "Sugarpuss" O'Shea          |       |
| 1943                |                               |                                       |       |
| Greer Garson        | Mrs. Miniver                  | Kay Miniver                           |       |
| Bette Davis         | Now, Voyager                  | Charlotte Vale                        |       |
| Katharine Hepburn   | Woman of the Year             | Tess Harding                          |       |
| Rosalind Russell    | My Sister Eileen              | Ruth Sherwood                         |       |
| Teresa Wright       | L'orgull dels ianquis         | Eleanor Twitchell Gehrig              |       |
| 1944                |                               |                                       |       |
| Jennifer Jones      | The Song of Bernadette        | Bernadette Soubirous                  |       |
| Jean Arthur         | The More the Merrier          | Constance "Connie" Milligan           |       |
| Ingrid Bergman      | For Whom the Bell Tolls       | María                                 |       |
| Joan Fontaine       | The Constant Nymph            | Tessa Sanger                          |       |
| Greer Garson        | Madame Curie                  | Marie Curie                           |       |
| 1945                |                               |                                       |       |
| Ingrid Bergman      | Gaslight                      | Paula Alquist Anton                   |       |
| Claudette Colbert   | Since You Went Away           | Anne Hilton                           |       |
| Bette Davis         | Mr. Skeffington               | Fanny Trellis                         |       |
| Greer Garson        | Mrs. Parkington               | Susie "Sparrow" Parkington            |       |
| Barbara Stanwyck    | Double Indemnity              | Phyllis Dietrichson                   |       |
| 1946                |                               |                                       |       |
| Joan Crawford       | Mildred Pierce                | Mildred Pierce Beragon                |       |
| Ingrid Bergman      | The Bells of St. Mary's       | Sister Mary Benedict                  |       |
| Greer Garson        | The Valley of Decision        | Mary Rafferty                         |       |
| Jennifer Jones      | Love Letters                  | Singleton                             |       |
| Gene Tierney        | Que el cel la jutgi           | Ellen Berent Harland                  |       |
| 1947                |                               |                                       |       |
| Olivia de Havilland | La vida íntima de Jody Norris | Josephine "Jody" Norris               |       |
| Celia Johnson       | Breu encontre                 | Laura Jesson                          |       |
| Jennifer Jones      | Duel in the Sun               | Pearl Chavez                          |       |
| Rosalind Russell    | La germana Kenny              | Germana Elizabeth Kenny               |       |
| Jane Wyman          | El despertar                  | Orry Baxter                           |       |
| 1948                |                               |                                       |       |
| Loretta Young       | The Farmer's Daughter         | Katie Holstrom                        |       |
| Joan Crawford       | Amor que mata                 | Louise Howell                         |       |
| Susan Hayward       | Una dona desfeta              | Angelica "Angie"/"Angel" Evans Conway |       |
| Dorothy McGuire     | Gentleman's Agreement         | Kathy Lacy                            |       |
| Rosalind Russell    | Mourning Becomes Electra      | Lavinia Mannon                        |       |
| 1949                |                               |                                       |       |
| Jane Wyman          | Johnny Belinda                | Belinda McDonald                      |       |
| Ingrid Bergman      | Joan of Arc                   | Joana d'Arc                           |       |
| Olivia de Havilland | The Snake Pit                 | Virginia Stuart Cunningham            |       |
| Irene Dunne         | Mai l'oblidaré                | Martha Hanson                         |       |
| Barbara Stanwyck    | Sorry, Wrong Number           | Leona Stevenson                       |       |

### Dècada del 1950
| Any                 | Actriu                           | Pel·lícula                        | Paper |
| ------------------- | -------------------------------- | --------------------------------- | ----- |
| 1950                |                                  |                                   |       |
| Olivia de Havilland | The Heiress                      | Catherine Sloper                  |       |
| Jeanne Crain        | Pinky                            | Patricia "Pinky" Johnson          |       |
| Susan Hayward       | My Foolish Heart                 | Eloise Winters                    |       |
| Deborah Kerr        | Edward, My Son                   | Evelyn Boult                      |       |
| Loretta Young       | Come to the Stable               | Sister Margaret                   |       |
| 1951                |                                  |                                   |       |
| Judy Holliday       | Nascuda ahir                     | Emma "Billie" Dawn                |       |
| Anne Baxter         | Tot sobre Eva                    | Eve Harrington                    |       |
| Bette Davis         | Tot sobre Eva                    | Margo Channing                    |       |
| Eleanor Parker      | Caged                            | Allen                             |       |
| Gloria Swanson      | Sunset Boulevard                 | Norma Desmond                     |       |
| 1952                |                                  |                                   |       |
| Vivien Leigh        | A Streetcar Named Desire         | DuBois                            |       |
| Katharine Hepburn   | La reina d'Àfrica                | Rose Sayer                        |       |
| Eleanor Parker      | Detective Story                  | Mary McLeod                       |       |
| Shelley Winters     | A Place in the Sun               | Tripp                             |       |
| Jane Wyman          | The Blue Veil                    | Louise Mason                      |       |
| 1953                |                                  |                                   |       |
| Shirley Booth       | Come Back, Little Sheba          | Lola Delaney                      |       |
| Joan Crawford       | Sudden Fear                      | Myra Hudson                       |       |
| Bette Davis         | The Star                         | Margaret Elliot                   |       |
| Julie Harris        | Testimoni de casament            | Frances "Frankie" Addams          |       |
| Susan Hayward       | With a Song in My Heart          | Jane Froman                       |       |
| 1954                |                                  |                                   |       |
| Audrey Hepburn      | Vacances a Roma                  | Princess Ann                      |       |
| Leslie Caron        | Lilí                             | Lili Daurier                      |       |
| Ava Gardner         | Mogambo                          | Eloise "Honey Bear" Kelly         |       |
| Deborah Kerr        | D'aquí a l'eternitat             | Karen Holmes                      |       |
| Maggie McNamara     | The Moon Is Blue                 | Patty O'Neill                     |       |
| 1955                |                                  |                                   |       |
| Grace Kelly         | The Country Girl                 | Georgie Elgin                     |       |
| Dorothy Dandridge   | Carmen Jones                     | Carmen Jones                      |       |
| Judy Garland        | A Star Is Born                   | Vicki Lester / Esther Blodgett    |       |
| Audrey Hepburn      | Sabrina                          | Sabrina Fairchild                 |       |
| Jane Wyman          | Magnificent Obsession            | Helen Phillips                    |       |
| 1956                |                                  |                                   |       |
| Anna Magnani        | The Rose Tattoo                  | Serafina Delle Rose               |       |
| Susan Hayward       | I'll Cry Tomorrow                | Lillian Roth                      |       |
| Katharine Hepburn   | Summertime                       | Jane Hudson                       |       |
| Jennifer Jones      | Love Is a Many-Splendored Thing  | Han Suyin                         |       |
| Eleanor Parker      | Interrupted Melody               | Marjorie "Margie" Lawrence        |       |
| 1957                |                                  |                                   |       |
| Ingrid Bergman      | Anastàsia                        | Anna Koreff / Anastàsia           |       |
| Carroll Baker       | Baby Doll                        | Baby Doll Meighan                 |       |
| Katharine Hepburn   | The Rainmaker                    | Lizzie Curry                      |       |
| Nancy Kelly         | The Bad Seed                     | Christine Penmark                 |       |
| Deborah Kerr        | The King and I                   | Anna Leonowens                    |       |
| 1958                |                                  |                                   |       |
| Joanne Woodward     | The Three Faces of Eve           | Eve White / Eve Black / Jane      |       |
| Deborah Kerr        | Heaven Knows, Mr. Allison        | Sister Angela                     |       |
| Anna Magnani        | Wild Is the Wind                 | Gioia                             |       |
| Elizabeth Taylor    | Raintree County                  | Susanna Drake                     |       |
| Lana Turner         | Peyton Place                     | Constance MacKenzie               |       |
| 1959                |                                  |                                   |       |
| Susan Hayward       | Vull viure                       | Barbara Graham                    |       |
| Deborah Kerr        | Taules separades                 | Sibyl Railton-Bell                |       |
| Shirley MacLaine    | Com un torrent                   | Ginnie Moorehead                  |       |
| Rosalind Russell    | La tia Mame                      | Mame Dennis                       |       |
| Elizabeth Taylor    | La gata sobre la teulada de zinc | Margaret "Maggie the Cat" Pollitt |       |

### Dècada del 1960
| Any                       | Actriu                                | Pel·lícula                          | Paper |
| ------------------------- | ------------------------------------- | ----------------------------------- | ----- |
| 1960                      |                                       |                                     |       |
| Simone Signoret           | Un lloc a dalt de tot                 | Alice Aisgill                       |       |
| Doris Day                 | Pillow Talk                           | Jan Morrow                          |       |
| Audrey Hepburn            | Història d'una monja                  | Sister Luke (Gabrielle van der Mal) |       |
| Katharine Hepburn         | De sobte, l'últim estiu               | Violet Venable                      |       |
| Elizabeth Taylor          | De sobte, l'últim estiu               | Catherine Holly                     |       |
| 1961                      |                                       |                                     |       |
| Elizabeth Taylor          | Una dona marcada                      | Gloria Wandrous                     |       |
| Greer Garson              | Sunrise at Campobello                 | Eleanor Roosevelt                   |       |
| Deborah Kerr              | Tres vides errants                    | Ida Carmody                         |       |
| Shirley MacLaine          | L'apartament                          | Fran Kubelik                        |       |
| Melina Merkuri            | Poté tin kyriaki                      | Ilya                                |       |
| 1962                      |                                       |                                     |       |
| Sophia Loren              | La ciociara                           | Cesira                              |       |
| Audrey Hepburn            | Esmorzar amb diamants                 | Holly Golightly                     |       |
| Piper Laurie              | El vividor                            | Sarah Packard                       |       |
| Geraldine Page            | Summer and Smoke                      | Alma Winemiller                     |       |
| Natalie Wood              | Esplendor a l'herba                   | Wilma Dean 'Deanie' Loomis          |       |
| 1963                      |                                       |                                     |       |
| Anne Bancroft             | El miracle d'Anna Sullivan            | Anne Sullivan                       |       |
| Bette Davis               | Què se n'ha fet, de Baby Jane?        | Baby Jane Hudson                    |       |
| Katharine Hepburn         | Long Day's Journey Into Night         | Mary Tyrone                         |       |
| Geraldine Page            | Dolç ocell de joventut                | Alexandra Del Lago                  |       |
| Lee Remick                | Dies de vi i roses                    | Kirsten Arnesen Clay                |       |
| 1964                      |                                       |                                     |       |
| Patricia Neal             | Hud                                   | Alma Brown                          |       |
| Leslie Caron              | The L-Shaped Room                     | Jane Fossett                        |       |
| Shirley MacLaine          | Irma la Douce                         | Irma La Douce                       |       |
| Rachel Roberts            | This Sporting Life                    | Margaret Hammond                    |       |
| Natalie Wood              | Love with the Proper Stranger         | Angie Rossini                       |       |
| 1965                      |                                       |                                     |       |
| Julie Andrews             | Mary Poppins                          | Mary Poppins                        |       |
| Anne Bancroft             | The Pumpkin Eater                     | Jo Armitage                         |       |
| Sophia Loren              | Matrimonio all'italiana               | Filumena Marturano                  |       |
| Debbie Reynolds           | The Unsinkable Molly Brown            | Molly Brown                         |       |
| Kim Stanley               | Seance on a Wet Afternoon             | Myra Savage                         |       |
| 1966                      |                                       |                                     |       |
| Julie Christie            | Darling                               | Diana Scott                         |       |
| Julie Andrews             | Somriures i llàgrimes                 | Maria von Trapp                     |       |
| Samantha Eggar            | El col·leccionista                    | Miranda Grey                        |       |
| Elizabeth Hartman         | A Patch of Blue                       | Selina D'Arcy                       |       |
| Simone Signoret           | El vaixell dels bojos                 | La Contessa                         |       |
| 1967                      |                                       |                                     |       |
| Elizabeth Taylor          | Qui té por de Virginia Woolf?         | Martha                              |       |
| Anouk Aimée               | Un homme et une femme                 | Anne Gauthier                       |       |
| Ida Kaminska              | Obchod na korze                       | Rozalie Lautmann                    |       |
| Lynn Redgrave             | Georgy                                | Georgina "Georgy" Parkin            |       |
| Vanessa Redgrave          | Morgan: A Suitable Case for Treatment | Leonie Delt                         |       |
| 1968                      |                                       |                                     |       |
| Katharine Hepburn         | Endevina qui ve a sopar               | Christina Drayton                   |       |
| Anne Bancroft             | El graduat                            | Mrs. Robinson                       |       |
| Faye Dunaway              | Bonnie and Clyde                      | Bonnie Parker                       |       |
| Edith Evans               | The Whisperers                        | Maggie Ross                         |       |
| Audrey Hepburn            | Sola en la foscor                     | Susy Hendrix                        |       |
| 1969                      |                                       |                                     |       |
| Katharine Hepburn (empat) | The Lion in Winter                    | Elionor d'Aquitània                 |       |
| Barbra Streisand (empat)  | Funny Girl                            | Fanny Brice                         |       |
| Patricia Neal             | The Subject Was Roses                 | Nettie Cleary                       |       |
| Vanessa Redgrave          | Isadora                               | Isadora Duncan                      |       |
| Joanne Woodward           | Rachel, Rachel                        | Rachel Cameron                      |       |

### Dècada del 1970
| Any                      | Actriu                               | Pel·lícula                                        | Paper |
| ------------------------ | ------------------------------------ | ------------------------------------------------- | ----- |
| 1970                     |                                      |                                                   |       |
| Maggie Smith             | The Prime of Miss Jean Brodie        | Jean Brodie                                       |       |
| Geneviève Bujold         | Anna dels mil dies                   | Anna Bolena                                       |       |
| Jane Fonda               | They Shoot Horses, Don't They?       | Gloria Beatty                                     |       |
| Liza Minnelli            | The Sterile Cuckoo                   | Mary Ann "Pookie" Adams                           |       |
| Jean Simmons             | Amb els ulls tancats                 | Mary Wilson                                       |       |
| 1971                     |                                      |                                                   |       |
| Glenda Jackson           | Women in Love                        | Gudrun Brangwen                                   |       |
| Jane Alexander           | The Great White Hope                 | Eleanor Backman                                   |       |
| Ali MacGraw              | Love Story                           | Jennifer Cavalleri                                |       |
| Sarah Miles              | La filla de Ryan                     | Rosy Ryan                                         |       |
| Carrie Snodgress         | Diary of a Mad Housewife             | Bettina "Tina" Balser                             |       |
| 1972                     |                                      |                                                   |       |
| Jane Fonda               | Klute                                | Bree Daniels                                      |       |
| Julie Christie           | McCabe i la senyora Miller           | Constance Miller                                  |       |
| Glenda Jackson           | Diumenge, maleït diumenge            | Alex Greville                                     |       |
| Vanessa Redgrave         | Mary, Queen of Scots                 | Maria I d'Escòcia                                 |       |
| Janet Suzman             | Nicolau i Alexandra                  | Tsarina Alexandra / Alexandra de Hessen-Darmstadt |       |
| 1973                     |                                      |                                                   |       |
| Liza Minnelli            | Cabaret                              | Sally Bowles                                      |       |
| Diana Ross               | Lady Sings the Blues                 | Billie Holiday                                    |       |
| Maggie Smith             | Viatges amb la meva tia              | Augusta Bertram                                   |       |
| Cicely Tyson             | Sounder                              | Rebecca Morgan                                    |       |
| Liv Ullmann              | Utvandrarna                          | Kristina                                          |       |
| 1974                     |                                      |                                                   |       |
| Glenda Jackson           | A Touch of Class                     | Vicki Allessio                                    |       |
| Ellen Burstyn            | L'exorcista                          | Chris MacNeil                                     |       |
| Marsha Mason             | Cinderella Liberty                   | Maggie Paul                                       |       |
| Barbra Streisand         | The Way We Were                      | Katie Morosky                                     |       |
| Joanne Woodward          | Summer Wishes, Winter Dreams         | Rita Walden                                       |       |
| 1975                     |                                      |                                                   |       |
| Ellen Burstyn            | Alícia ja no viu aquí                | Alice Hyatt                                       |       |
| Diahann Carroll          | Claudine                             | Claudine Price                                    |       |
| Faye Dunaway             | Chinatown                            | Evelyn Cross Mulwray                              |       |
| Valerie Perrine          | Lenny                                | Honey Bruce                                       |       |
| Gena Rowlands            | Una dona ofuscada                    | Mabel Longhetti                                   |       |
| 1976                     |                                      |                                                   |       |
| Louise Fletcher          | Algú va volar sobre el niu del cucut | Infermera Mildred Ratched                         |       |
| Isabelle Adjani          | L'Histoire d'Adèle H.                | Adèle Hugo / Adèle Lewry                          |       |
| Ann-Margret              | Tommy                                | Nora Walker                                       |       |
| Glenda Jackson           | Hedda                                | Hedda Gabler                                      |       |
| Carol Kane               | Hester Street                        | Gitl                                              |       |
| 1977                     |                                      |                                                   |       |
| Faye Dunaway             | Network                              | Christensen                                       |       |
| Marie-Christine Barrault | Cosí, cosina                         | Marthe                                            |       |
| Talia Shire              | Rocky                                | Adrian Pennino                                    |       |
| Sissy Spacek             | Carrie                               | Carrie White                                      |       |
| Liv Ullmann              | Cara a cara                          | Dr. Jenny Isaksson                                |       |
| 1978                     |                                      |                                                   |       |
| Diane Keaton             | Annie Hall                           | Annie Hall                                        |       |
| Anne Bancroft            | The Turning Point                    | Emma Jacklin                                      |       |
| Jane Fonda               | Julia                                | Lillian Hellman                                   |       |
| Shirley MacLaine         | The Turning Point                    | Deedee Rodgers                                    |       |
| Marsha Mason             | La noia de l'adéu                    | Paula McFadden                                    |       |
| 1979                     |                                      |                                                   |       |
| Jane Fonda               | Tornar a casa                        | Sally Hyde                                        |       |
| Ingrid Bergman           | Sonata de tardor                     | Charlotte Andergast                               |       |
| Ellen Burstyn            | Same Time, Next Year                 | Doris                                             |       |
| Jill Clayburgh           | Una dona separada                    | Erica Benton                                      |       |
| Geraldine Page           | Interiors                            | Eve                                               |       |

### Dècada del 1980
| Any               | Actriu                     | Pel·lícula                    | Paper |
| ----------------- | -------------------------- | ----------------------------- | ----- |
| 1980              |                            |                               |       |
| Sally Field       | Norma Rae                  | Norma Rae Webster             |       |
| Jill Clayburgh    | Starting Over              | Marilyn Holmberg              |       |
| Jane Fonda        | La síndrome de la Xina     | Kimberly Wells                |       |
| Marsha Mason      | Chapter Two                | Jennie MacLaine               |       |
| Bette Midler      | The Rose                   | Mary Rose Foster              |       |
| 1981              |                            |                               |       |
| Sissy Spacek      | Coal Miner's Daughter      | Loretta Lynn                  |       |
| Ellen Burstyn     | Resurrection               | Edna Mae McCauley             |       |
| Goldie Hawn       | Private Benjamin           | Soldat ras Judy Benjamin      |       |
| Mary Tyler Moore  | Gent corrent               | Beth Jarrett                  |       |
| Gena Rowlands     | Gloria                     | Gloria Swenson                |       |
| 1982              |                            |                               |       |
| Katharine Hepburn | On Golden Pond             | Ethel Thayer                  |       |
| Diane Keaton      | Reds                       | Louise Bryant                 |       |
| Marsha Mason      | Només quan ric             | Georgia Hines                 |       |
| Susan Sarandon    | Atlantic City              | Sally Matthews                |       |
| Meryl Streep      | La dona del tinent francès | Anna (Sara Woodruff)          |       |
| 1983              |                            |                               |       |
| Meryl Streep      | La decisió de la Sophie    | Sophie Zawistowska            |       |
| Julie Andrews     | Víctor, Victòria           | Victoria Grant                |       |
| Jessica Lange     | Frances                    | Frances Farmer                |       |
| Sissy Spacek      | Missing                    | Beth Horman                   |       |
| Debra Winger      | Oficial i cavaller         | Paula Pokrifki                |       |
| 1984              |                            |                               |       |
| Shirley MacLaine  | La força de la tendresa    | Aurora Greenway               |       |
| Jane Alexander    | Testament                  | Carol Wetherly                |       |
| Meryl Streep      | Silkwood                   | Karen Silkwood                |       |
| Julie Walters     | Educant la Rita            | Rita                          |       |
| Debra Winger      | La força de la tendresa    | Emma Greenway Horton          |       |
| 1985              |                            |                               |       |
| Sally Field       | En un racó del cor         | Edna Spalding                 |       |
| Judy Davis        | Passatge a l'Índia         | Adela Quested                 |       |
| Jessica Lange     | Country                    | Jewell Ivy                    |       |
| Vanessa Redgrave  | Les bostonianes            | Olive Chancellor              |       |
| Sissy Spacek      | The River                  | Mae Garvey                    |       |
| 1986              |                            |                               |       |
| Geraldine Page    | The Trip to Bountiful      | Carrie Watts                  |       |
| Anne Bancroft     | Agnès de Déu               | Mother Miriam Ruth            |       |
| Whoopi Goldberg   | El color púrpura           | Celie Harris Johnson          |       |
| Jessica Lange     | Dolços somnis              | Patsy Cline                   |       |
| Meryl Streep      | Out of Africa              | Karen Blixen                  |       |
| 1987              |                            |                               |       |
| Marlee Matlin     | Fills d'un déu menor       | Sarah Norman                  |       |
| Jane Fonda        | L'endemà al matí           | Alex Sternbergen              |       |
| Sissy Spacek      | Crimes of the Heart        | Babe Magrath                  |       |
| Kathleen Turner   | Peggy Sue es va casar      | Peggy Sue Bodell              |       |
| Sigourney Weaver  | Aliens                     | Ellen Ripley                  |       |
| 1988              |                            |                               |       |
| Cher              | Encís de lluna             | Loretta Castorini             |       |
| Glenn Close       | Atracció fatal             | Alex Forrest                  |       |
| Holly Hunter      | Broadcast News             | Jane Craig                    |       |
| Sally Kirkland    | Anna                       | Anna                          |       |
| Meryl Streep      | Ironweed                   | Helen Archer                  |       |
| 1989              |                            |                               |       |
| Jodie Foster      | Acusats                    | Sarah Tobias                  |       |
| Glenn Close       | Les amistats perilloses    | Marquise Isabelle de Merteuil |       |
| Melanie Griffith  | Working Girl               | Tess McGill                   |       |
| Meryl Streep      | A Cry in the Dark          | Lindy Chamberlain             |       |
| Sigourney Weaver  | Goril·les en la boira      | Dian Fossey                   |       |

### Dècada del 1990
| Any                  | Actriu                        | Pel·lícula                 | Paper |
| -------------------- | ----------------------------- | -------------------------- | ----- |
| 1990                 |                               |                            |       |
| Jessica Tandy        | Tot passejant Miss Daisy      | Daisy Werthan              |       |
| Isabelle Adjani      | Camille Claudel               | Camille Claudel            |       |
| Pauline Collins      | Shirley Valentine             | Shirley Valentine-Bradshaw |       |
| Jessica Lange        | La capsa de música            | Ann Talbot                 |       |
| Michelle Pfeiffer    | Els fabulosos Baker Boys      | Susie Diamond              |       |
| 1991                 |                               |                            |       |
| Kathy Bates          | Misery                        | Annie Wilkes               |       |
| Anjelica Huston      | Els estafadors                | Lilly Dillon               |       |
| Julia Roberts        | Pretty Woman                  | Vivian Ward                |       |
| Meryl Streep         | Postals des de Hollywood      | Suzanne Vale               |       |
| Joanne Woodward      | Mr. & Mrs. Bridge             | India Bridge               |       |
| 1992                 |                               |                            |       |
| Jodie Foster         | El silenci dels anyells       | Clarice Starling           |       |
| Geena Davis          | Thelma i Louise               | Thelma Dickinson           |       |
| Laura Dern           | El preu de l'ambició          | Rose                       |       |
| Bette Midler         | For the Boys                  | Dixie Leonard              |       |
| Susan Sarandon       | Thelma i Louise               | Louise Sawyer              |       |
| 1993                 |                               |                            |       |
| Emma Thompson        | Retorn a Howards End          | Margaret Schlegel          |       |
| Catherine Deneuve    | Indoxina                      | Eliane Devries             |       |
| Mary McDonnell       | Passion Fish                  | May-Alice Culhane          |       |
| Michelle Pfeiffer    | Per sobre de tot              | Lurene Hallett             |       |
| Susan Sarandon       | L'oli de la vida              | Michaela Odone             |       |
| 1994                 |                               |                            |       |
| Holly Hunter         | El piano                      | Ada McGrath                |       |
| Angela Bassett       | What's Love Got to Do with It | Tina Turner                |       |
| Stockard Channing    | Un estrany a la família       | Ouisa Kittredge            |       |
| Emma Thompson        | El que queda del dia          | Sarah "Sally" Kenton       |       |
| Debra Winger         | Shadowlands                   | Joy Gresham                |       |
| 1995                 |                               |                            |       |
| Jessica Lange        | Les coses que no moren mai    | Carly Marshall             |       |
| Jodie Foster         | Nell                          | Nell Kellty                |       |
| Miranda Richardson   | Tom i Viv                     | Vivienne Haigh-Wood        |       |
| Winona Ryder         | Donetes                       | Jo March                   |       |
| Susan Sarandon       | El client                     | Reggie Love                |       |
| 1996                 |                               |                            |       |
| Susan Sarandon       | Pena de mort                  | Helen Prejean              |       |
| Elisabeth Shue       | Leaving Las Vegas             | Sera                       |       |
| Sharon Stone         | Casino                        | Ginger McKenna             |       |
| Meryl Streep         | Els ponts de Madison          | Francesca Johnson          |       |
| Emma Thompson        | Sentit i sensibilitat         | Elinor Dashwood            |       |
| 1997                 |                               |                            |       |
| Frances McDormand    | Fargo                         | Marge Gunderson            |       |
| Brenda Blethyn       | Secrets and Lies              | Cynthia Rose Purley        |       |
| Diane Keaton         | L'habitació d'en Marvin       | Bessie                     |       |
| Kristin Scott Thomas | El pacient anglès             | Katharine Clifton          |       |
| Emily Watson         | Breaking the Waves            | Bess McNeill               |       |
| 1998                 |                               |                            |       |
| Helen Hunt           | Millor, impossible            | Carol Connelly             |       |
| Helena Bonham Carter | Les ales del colom            | Kate Croy                  |       |
| Julie Christie       | Afterglow                     | Phyllis Mann               |       |
| Judi Dench           | Mrs. Brown                    | Reina Victòria             |       |
| Kate Winslet         | Titanic                       | Rose DeWitt Bukater        |       |
| 1999                 |                               |                            |       |
| Gwyneth Paltrow      | Shakespeare in Love           | Viola De Lesseps           |       |
| Cate Blanchett       | Elisabet                      | Elisabet I                 |       |
| Fernanda Montenegro  | Central do Brasil             | Dora                       |       |
| Meryl Streep         | One True Thing                | Kate Gulden                |       |
| Emily Watson         | Hilary i Jackie               | Jacqueline du Pré          |       |

### Dècada del 2000
| Any                     | Actriu                                | Pel·lícula                      | Paper |
| ----------------------- | ------------------------------------- | ------------------------------- | ----- |
| 2000                    |                                       |                                 |       |
| Hilary Swank            | Boys Don't Cry                        | Brandon Teena                   |       |
| Annette Bening          | American Beauty                       | Carolyn Burnham                 |       |
| Janet McTeer            | Tumbleweeds                           | Mary Jo Walker                  |       |
| Julianne Moore          | El final de l'idil·li                 | Sarah Miles                     |       |
| Meryl Streep            | Música del cor                        | Roberta Guaspari                |       |
| 2001                    |                                       |                                 |       |
| Julia Roberts           | Erin Brockovich                       | Erin Brockovich                 |       |
| Joan Allen              | Candidata al poder                    | Laine Hanson                    |       |
| Juliette Binoche        | Chocolat                              | Vianne Rocher                   |       |
| Ellen Burstyn           | Rèquiem per un somni                  | Sara Goldfarb                   |       |
| Laura Linney            | You Can Count on Me                   | Sammy Prescott                  |       |
| 2002                    |                                       |                                 |       |
| Halle Berry             | Monster's Ball                        | Leticia Musgrove                |       |
| Judi Dench              | Iris                                  | Iris Murdoch                    |       |
| Nicole Kidman           | Moulin Rouge!                         | Satine                          |       |
| Sissy Spacek            | A l'habitació                         | Ruth Fowler                     |       |
| Renée Zellweger         | Bridget Jones's Diary                 | Bridget Jones                   |       |
| 2003                    |                                       |                                 |       |
| Nicole Kidman           | The Hours                             | Virginia Woolf                  |       |
| Salma Hayek             | Frida                                 | Frida Kahlo                     |       |
| Diane Lane              | Unfaithful                            | Constance "Connie" Sumner       |       |
| Julianne Moore          | Lluny del cel                         | Cathy Whitaker                  |       |
| Renée Zellweger         | Chicago                               | Roxie Hart                      |       |
| 2004                    |                                       |                                 |       |
| Charlize Theron         | Monster                               | Aileen Wuornos                  |       |
| Keisha Castle-Hughes    | Whale Rider                           | Paikea Apirana                  |       |
| Diane Keaton            | Quan menys t'ho esperes               | Erika Berry                     |       |
| Samantha Morton         | In America                            | Sarah Sullivan                  |       |
| Naomi Watts             | 21 grams                              | Cristina "Cris" (Williams) Peck |       |
| 2005                    |                                       |                                 |       |
| Hilary Swank            | Million Dollar Baby                   | Maggie Fitzgerald               |       |
| Annette Bening          | Coneixent la Julia                    | Julia Lambert                   |       |
| Catalina Sandino Moreno | María, llena eres de gracia           | María Álvarez                   |       |
| Imelda Staunton         | Vera Drake                            | Vera Rose Drake                 |       |
| Kate Winslet            | Eternal Sunshine of the Spotless Mind | Clementine Kruczynski           |       |
| 2006                    |                                       |                                 |       |
| Reese Witherspoon       | A la corda fluixa                     | June Carter                     |       |
| Judi Dench              | Mrs. Henderson Presents               | Laura Henderson                 |       |
| Felicity Huffman        | Transamerica                          | Sabrina "Bree" Osbourne         |       |
| Keira Knightley         | Pride & Prejudice                     | Elizabeth Bennet                |       |
| Charlize Theron         | En terra d'homes                      | Josey Aimes                     |       |
| 2007                    |                                       |                                 |       |
| Helen Mirren            | La reina                              | Elisabet II del Regne Unit      |       |
| Penélope Cruz           | Volver                                | Raimunda                        |       |
| Judi Dench              | Notes on a Scandal                    | Barbara Covett                  |       |
| Meryl Streep            | El diable es vesteix de Prada         | Miranda Priestly                |       |
| Kate Winslet            | Jocs secrets                          | Sarah Pierce                    |       |
| 2008                    |                                       |                                 |       |
| Marion Cotillard        | La vida en rosa                       | Édith Piaf                      |       |
| Cate Blanchett          | Elizabeth: l'edat d'or                | Elisabet I d'Anglaterra         |       |
| Julie Christie          | Lluny d'ella                          | Fiona Anderson                  |       |
| Laura Linney            | The Savages                           | Wendy Savage                    |       |
| Ellen Page              | Juno                                  | Juno MacGuff                    |       |
| 2009                    |                                       |                                 |       |
| Kate Winslet            | El lector                             | Hanna Schmitz                   |       |
| Anne Hathaway           | La boda de la Rachel                  | Kym Buchman                     |       |
| Angelina Jolie          | L'intercanvi                          | Christine Collins               |       |
| Melissa Leo             | Frozen River                          | Ray Eddy                        |       |
| Meryl Streep            | Doubt                                 | Germana Aloysius Beauvier       |       |

### Dècada del 2010
| Any                | Actriu                                           | Pel·lícula                      | Paper |
| ------------------ | ------------------------------------------------ | ------------------------------- | ----- |
| 2010               |                                                  |                                 |       |
| Sandra Bullock     | The blind side: Un somni possible                | Leigh Anne Tuohy                |       |
| Helen Mirren       | L'última estació                                 | Sophia Tolstaya                 |       |
| Carey Mulligan     | Una educació                                     | Jenny Mellor                    |       |
| Gabourey Sidibe    | Precious                                         | Claireece "Precious" Jones      |       |
| Meryl Streep       | Julie i Julia                                    | Julia Child                     |       |
| 2011               |                                                  |                                 |       |
| Natalie Portman    | Black Swan                                       | Nina Sayers / The Swan Queen    |       |
| Annette Bening     | Els nois estan bé                                | Dr. Nicole "Nic" Allgood        |       |
| Nicole Kidman      | Rabbit Hole                                      | Becca Corbett                   |       |
| Jennifer Lawrence  | Winter's Bone                                    | Ree Dolly                       |       |
| Michelle Williams  | Blue Valentine                                   | Cynthia "Cindy" Heller          |       |
| 2012               |                                                  |                                 |       |
| Meryl Streep       | La dama de ferro                                 | Margaret Thatcher               |       |
| Glenn Close        | Albert Nobbs                                     | Albert Nobbs                    |       |
| Viola Davis        | The Help                                         | Aibileen Clark                  |       |
| Rooney Mara        | Millennium: Els homes que no estimaven les dones | Lisbeth Salander                |       |
| Michelle Williams  | La meva setmana amb Marilyn                      | Marilyn Monroe                  |       |
| 2013               |                                                  |                                 |       |
| Jennifer Lawrence  | La part positiva de les coses                    | Tiffany Maxwell                 |       |
| Jessica Chastain   | Zero Dark Thirty                                 | Maya                            |       |
| Emmanuelle Riva    | Amor                                             | Anne Laurent                    |       |
| Quvenzhané Wallis  | Bèsties del sud salvatge                         | Hushpuppy                       |       |
| Naomi Watts        | The Impossible                                   | Maria Bennett                   |       |
| 2014               |                                                  |                                 |       |
| Cate Blanchett     | Blue Jasmine                                     | Jeanette "Jasmine" Francis      |       |
| Amy Adams          | American Hustle                                  | Sydney Prosser / Edith Greensly |       |
| Sandra Bullock     | Gravity                                          | Dra. Ryan Stone                 |       |
| Judi Dench         | Philomena                                        | Philomena Lee                   |       |
| Meryl Streep       | Agost                                            | Violet Weston                   |       |
| 2015               |                                                  |                                 |       |
| Julianne Moore     | Still Alice                                      | Alice Howland                   |       |
| Marion Cotillard   | Two Days, One Night                              | Sandra Bya                      |       |
| Felicity Jones     | The Theory of Everything                         | Jane Wilde Hawking              |       |
| Rosamund Pike      | Gone Girl                                        | Amy Elliott-Dunne               |       |
| Reese Witherspoon  | Wild                                             | Cheryl Strayed                  |       |
| 2016               |                                                  |                                 |       |
| Brie Larson        | Room                                             | Joy "Ma" Newsome                |       |
| Cate Blanchett     | Carol                                            | Carol Aird                      |       |
| Jennifer Lawrence  | Joy                                              | Joy Mangano                     |       |
| Charlotte Rampling | 45 Years                                         | Kate Mercer                     |       |
| Saoirse Ronan      | Brooklyn                                         | Eilis Lacey                     |       |
| 2017               |                                                  |                                 |       |
| Emma Stone         | La La Land                                       | Mia Dolan                       |       |
| Isabelle Huppert   | Elle                                             | Michèle Leblanc                 |       |
| Ruth Negga         | Loving                                           | Mildred Loving                  |       |
| Natalie Portman    | Jackie                                           | Jackie Kennedy                  |       |
| Meryl Streep       | Florence Foster Jenkins                          | Florence Foster Jenkins         |       |
| 2018               |                                                  |                                 |       |
| Frances McDormand  | Three Billboards Outside Ebbing, Missouri        | Mildred Hayes                   |       |
| Sally Hawkins      | The Shape of Water                               | Elisa Esposito                  |       |
| Margot Robbie      | I, Tonya                                         | Tonya Harding                   |       |
| Saoirse Ronan      | Lady Bird                                        | Christine "Lady Bird" McPherson |       |
| Meryl Streep       | Els arxius del Pentàgon                          | Katharine Graham                |       |
| 2019               |                                                  |                                 |       |
| Olivia Colman      | The Favourite                                    | Anna de la Gran Bretanya        |       |
| Yalitza Aparicio   | Roma                                             | Cleodegaria "Cleo" Gutiérrez    |       |
| Glenn Close        | The Wife                                         | Joan Castleman                  |       |
| Lady Gaga          | A Star Is Born                                   | Joan Castleman                  |       |
| Melissa McCarthy   | Can You Ever Forgive Me?                         | Lee Israel                      |       |

### Dècada del 2020
| Any                | Actriu                               | Pel·lícula                        | Paper                  |
| ------------------ | ------------------------------------ | --------------------------------- | ---------------------- |
| 2020               |                                      |                                   |                        |
| Renée Zellweger    | Judy                                 | Judy Garland                      |                        |
| Cynthia Erivo      | Harriet                              | Harriet Tubman                    |                        |
| Scarlett Johansson | Marriage Story                       | Nicole Barber                     |                        |
| Saoirse Ronan      | Donetes                              | Jo March                          |                        |
| Charlize Theron    | Bombshell                            | Megyn Kelly                       |                        |
| 2021               |                                      |                                   |                        |
| Frances McDormand  | Nomadland                            | Fern                              |                        |
| Viola Davis        | Ma Rainey's Black Bottom             | Ma Rainey                         |                        |
| Andra Day          | The United States vs. Billie Holiday | Billie Holiday                    |                        |
| Vanessa Kirby      | Pieces of a Woman                    | Martha Weiss                      |                        |
| Carey Mulligan     | Promising Young Woman                | Cassandra «Cassie» Thomas         |                        |
| 2022               |                                      |                                   |                        |
| Jessica Chastain   | The Eyes of Tammy Faye               | Tammy Faye Bakker                 |                        |
| Olivia Colman      | The Lost Daughter                    | Leda Caruso                       |                        |
| Penélope Cruz      | Madres paralelas                     | Janis Martínez Moreno             |                        |
| Nicole Kidman      | Being the Ricardos                   | Lucille Ball                      |                        |
| Kristen Stewart    | Spencer                              | Diana de Gal·les                  |                        |
| 2023               |                                      |                                   |                        |
| Michelle Yeoh      | Tot a la vegada a tot arreu          | Evelyn Quan Wang                  |                        |
| Cate Blanchett     | Tár                                  | Lydia Tár                         |                        |
| Ana de Armas       | Blonde                               | Marilyn Monroe                    |                        |
| Andrea Riseborough | To Leslie                            | Leslie "Lee" Rowlands             |                        |
| Michelle Williams  | The Fabelmans                        | Mitzi Fabelman                    |                        |
| 2024               |                                      |                                   |                        |
| Emma Stone         | Poor Things                          | Bella Baxter                      |                        |
| Annette Bening     | Nyad                                 | Diana Nyad                        |                        |
| Lily Gladstone     | Killers of the Flower Moon           | Mollie Burkhart                   |                        |
| Sandra Hüller      | Anatomia d'una caiguda               | Sandra Voyter                     |                        |
| Carey Mulligan     | Maestro                              | Felicia Montealegre               |                        |
| 2025               | Cynthia Erivo                        | Wicked                            | Elphaba                |
| 2025               | Karla Sofía Gascón                   | Emilia Pérez                      | Emilia Pérez / Manitas |
| 2025               | Mikey Madison                        | Anora                             | Ani                    |
| 2025               | Demi Moore                           | The Substance                     | Elisabeth Sparkle      |
| 2025               | Fernanda Torres                      | Ainda estou aqui (I'm still here) | Eunica Paiva           |

## Dades destacades
| Superlatiu                      | Millor actriu | Millor actriu     | Millor actriu secundària | Millor actriu secundària                                | En conjunt | En conjunt                                              |
| ------------------------------- | ------------- | ----------------- | ------------------------ | ------------------------------------------------------- | ---------- | ------------------------------------------------------- |
| Més premis                      | 4             | Katharine Hepburn | 2                        | Shelley Winters Dianne Wiest                            | 4          | Katharine Hepburn                                       |
| Més nominacions                 | 16            | Meryl Streep      | 6                        | Thelma Ritter                                           | 19         | Meryl Streep                                            |
| Més nominacions (sense guanyar) | 6             | Deborah Kerr      | 6                        | Thelma Ritter                                           | 6          | Deborah Kerr Thelma Ritter Glenn Close                  |
| Guanyadora de més edat          | 80            | Jessica Tandy     | 77                       | Peggy Ashcroft                                          | 80         | Jessica Tandy                                           |
| Nominada de més edat            | 85            | Emmanuelle Riva   | 87                       | Gloria Stuart                                           | 87         | Gloria Stuart                                           |
| Guanyadora més jove             | 21            | Marlee Matlin     | 10                       | Tatum O'Neal                                            | 10         | Tatum O'Neal                                            |
| Nominada més jove               | 9             | Quvenzhané Wallis | 10                       | Tatum O'Neal Abigail Breslin Quinn Cummings Mary Badham | 10         | Tatum O'Neal Abigail Breslin Quinn Cummings Mary Badham |

### Les més guardonades
Actrius amb més premis Oscar:
| Núm. | Actriu/s |
| ---- | --- |
| 4    | Katharine Hepburn |
| 3    | Frances McDormand |
| 2    | Ingrid Bergman, Bette Davis, Olivia de Havilland, Sally Field, Jane Fonda, Jodie Foster, Glenda Jackson, Vivien Leigh, Luise Rainer, Meryl Streep, Hilary Swank, Elizabeth Taylor |

### Les més nominades
Actrius amb més nominacions:
| Núm. | Actriu/s |
| ---- | --- |
| 17   | Meryl Streep |
| 12   | Katharine Hepburn |
| 10   | Bette Davis |
| 7    | Greer Garson |
| 6    | Ingrid Bergman. Jane Fonda, Deborah Kerr, Sissy Spacek |
| 5    | Anne Bancroft, Ellen Burstyn, Judi Dench, Irene Dunne, Susan Hayward, Audrey Hepburn, Jessica Lange, Shirley MacLaine, Susan Sarandon, Norma Shearer, Elizabeth Taylor |
| 4    | Cate Blanchett, Julie Christie, Glenn Close, Olivia de Havilland, Glenda Jackson, Jennifer Jones, Diane Keaton, Nicole Kidman, Marsha Mason, Geraldine Page, Vanessa Redgrave, Rosalind Russell, Barbara Stanwyck, Kate Winslet, Joanne Woodward, Jane Wyman |
| 3    | Julie Andrews, Annette Bening, Claudette Colbert, Joan Crawford, Faye Dunaway, Joan Fontaine, Jodie Foster, Greta Garbo, Jennifer Lawrence, Frances McDormand, Julianne Moore, Eleanor Parker, Saoirse Ronan, Gloria Swanson, Charlize Theron, Emma Thompson, Debra Winger, Renée Zellweger |
| 2    | Isabelle Adjani, Jane Alexander, Sandra Bullock, Leslie Caron, Jessica Chastain, Ruth Chatterton, Jill Clayburgh, Olivia Colman, Marion Cotillard, Penélope Cruz, Viola Davis, Marie Dressler, Sally Field, Janet Gaynor, Holly Hunter, Vivien Leigh, Laura Linney, Sophia Loren, Anna Magnani, Bette Midler, Liza Minnelli, Helen Mirren, Carey Mulligan, Patricia Neal, Michelle Pfeiffer, Natalie Portman, Luise Rainer, Julia Roberts, Gena Rowlands, Simone Signoret, Maggie Smith, Barbra Streisand, Hilary Swank, Liv Ullmann, Emily Watson, Naomi Watts, Sigourney Weaver, Michelle Williams, Reese Witherspoon, Natalie Wood, Loretta Young, |